# دبی
دُبِی (به عربی: دبی)، پرجمعیت‌ترین شهر امارات متحده عربی و مرکز امارت دبی، پرجمعیت‌ترین امارت از هفت امارت این کشور است.
اولین اشاره‌های تاریخی در دبی از سال ۱۰۹۵ میلادی ثبت شده است و اولین نشانه‌های شهرسازی در دبی به سال ۱۷۹۹ برمی‌گردد. دبی در سال ۱۸۳۳ به دست شیخ مکتوم بن بطی بن سهیل آل مکتوم به‌طور رسمی به عنوان یک شهر بنیان نهاده شد. جایگاه جغرافیایی مهم این شهر، باعث شد تا در قرن بیستم به یک بندر مهم تبدیل شود. در سال ۱۹۶۶ و با کشف نفت در دبی، دبی و کشور قطر تصمیم به راه‌اندازی یک واحد پولی جدید به اسم «مجلس نقد قطر و دبی»، به جای «روپیهٔ خلیج» که قبل از این پول رایج بود گرفتند. کشف نفت منجر شد تا کارگران خارجی برای کار در این شهر به سرعت به آن نقل مکان کنند به‌طوری‌که در مدت بسیار کوتاهی ۳۰۰ درصد به جمعیت آن افزوده شد و آن را به یکی از منابع مهم جهانی نفت تبدیل کرد. دبی جدید از زمانی که بریتانیا آن را در سال ۱۹۷۱ ترک کرد شروع به شکل گرفتن کرد. در این زمان، دبی به همراه ابوظبی و ۴ شیخ‌نشین دیگر کشور امارات متحده عربی را پایه‌گذاری کردند. یک سال بعد شیخ‌نشین رأس‌الخیمه به کشور امارات پیوست اما قطر و بحرین تصمیم گرفتند که هرکدام یک کشور خودکفا باشند. در سال ۱۹۷۳ درهم امارات به عنوان واحد پولی رسمی امارات معرفی شد و به این ترتیب دبی و قطر اتحادیهٔ پولی بین خود را منحل کردند. در سال ۱۹۷۹ در یکی از محله‌های دبی با اسم جبل علی یک منطقهٔ آزاد تجاری ساخته شد که به شرکت‌های خارجی اجازه واردات و صادرات بدون محدودیت را می‌داد. با شروع جنگ خلیج فارس در سال ۱۹۹۰ سرمایه‌داران و تاجران پول‌ها و دارایی‌های خود را از این شهر خارج کردند که باعث شد اوضاع اقتصادی این شهر برای مدتی بحرانی بشود اما با دگرگونی فضای سیاسی، دوباره رونق خود را به دست آورد.
امروزه دبی به عنوان یک شهر جهانی و بازرگانی موفق و مهم در منطقه جای خود را پیدا کرده است. اقتصاد دبی با صنعت نفت شروع به رشد کرد و با صنعت سیاحت و توریسم آن را تحکم بخشید. بیشتر درآمد دبی از منطقه آزاد جبل علی، فروش ملک به شهروندان خارجی در مناطق آزاد، اعطای اقامت، صدور دوباره کالا، ترانزیت مسافر و کالا و همچنین قسمت بزرگی نیز از گردشگری و دیگر خدمات مالی و بازرگانی تأمین می‌شود. دبی به تازگی توجه جهانیان را از راه ساخت و سازهای بزرگ و همین‌طور رویدادهای تفریحی و ورزشی هیجان‌انگیز به خود جلب کرده است.
در سال‌های پایانی دههٔ ۲۰۰۰ میلادی به خاطر بحران‌های مالی گسترده در جهان، ساخت و ساز املاک در دبی برای مدت ۳ سال با دشواری جدی روبه‌رو شد. هر چند دبی توانست بنا بر یک برنامه تدریجی و مداوم خود را بهبود بخشد.
در سال ۲۰۱۲ دبی ۲۲مین شهر گران‌قیمت جهان و گران‌قیمت‌ترین شهر خاورمیانه معرفی شد.
در سال ۲۰۱۳، مقامات دبی توانستند حق برگزاری اکسپو را به دست آورند که این رویداد مهم را در اکسپو ۲۰۲۰ برگزار کردند. این اولین بار بود که یک شهر از خاورمیانه توانست میزبانی این نمایشگاه بزرگ جهانی را به‌دست‌آورد.

## ریشهٔ نام
در دههٔ ۱۸۲۰ میلادی، دبی توسط مورخان بریتانیایی «الوصل» نامیده می‌شد. به دلیل سنت‌های شفاهی منطقه، تعداد کمی پرونده مربوط به فرهنگ تاریخی و افسانه‌ای دبی وجود دارد که به صورت نوشته درآمده است. به همین دلیل ریشه‌های واژهٔ دبی در منابع عربی بسیار مورد مناقشه قرار دارد. به گفتهٔ فدل هندهال (Fedel Handhal)، محقق تاریخ و فرهنگ امارات متحده عربی، کلمهٔ دبی ممکن است از کلمهٔ «دَبا» تشکیل شده باشد که اشاره‌ای به جریان آهستهٔ رودخانهٔ قدیمی این شهر با نام خور است. همچنین احمد محمد عبید شاعر و محقق نیز می‌گوید که ریشهٔ کلمهٔ دبی، دَبا است اما منظور از دبا نوعی ملخ بوده است.

## تاریخچه

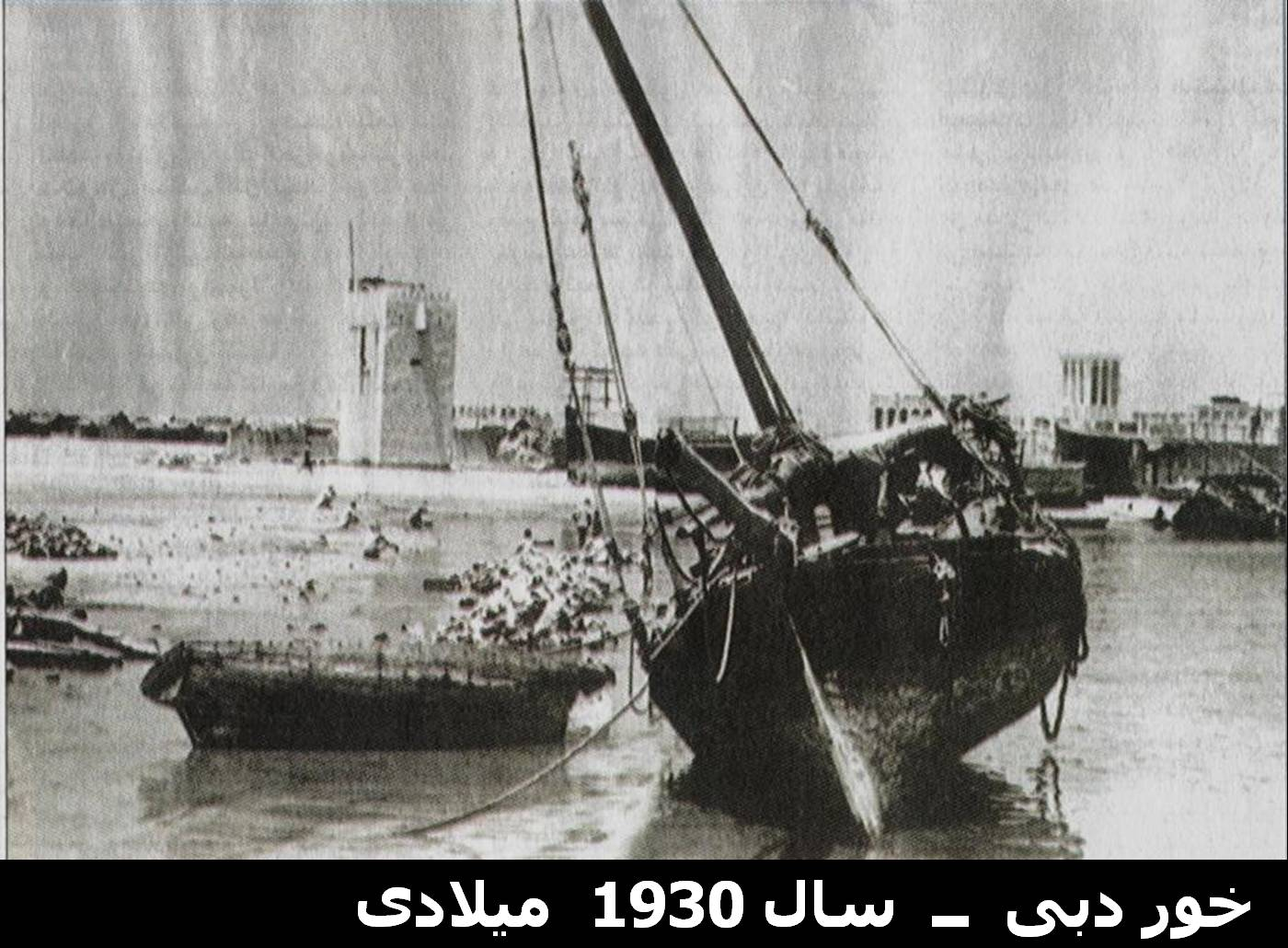

دبی تا قبل از سال ۱۸۳۳ میلادی دهکده‌ای از توابع مشایخ ابوظبی بود، در سال ۱۸۳۳ شیخ مکتوم بن بطی آل مکتوم به همراه ۸۰۰ نفر از خویشاوندان و وابستگان و همراهان خود، از امارت ابوظبی به این دهکده کوچیدند و از آن تاریخ دوران حکمرانی قبیلهٔ آل مکتوم و تأسیس شیخ‌نشین دبی آغاز شد. پیش از این تاریخ، دبی یک روستای کوچک بیش نبود و هیچ امتیازی نسبت به سایر روستاهای اطراف خود نداشت.
نسبت قبیلهٔ آل مکتوم به قبیلهٔ آل بوفلاسه یکی از فروع قبائل بزرگ (بنی یاس) می‌رسد. اصل نام این قبیله از نام «فلاسة» (خواهر فلاح بن هلال الیاسی جد آل نهیان) حکام امارت ابوظبی گرفته شده است. تاریخ نویسان چنین نوشته‌اند که «فلاسة» (خواهر فلاح آل نهیان) به ازدواج پسر عموی خود (راشد بن عامر بن هلال الیاسی) درآمد و صاحب چند پسر شد که به (الرواشد) معروف شدند. از آنجاییکه «فلاسة آل نهیان» شخصیت برجسته‌ای بین عشیرهٔ خود بود و از نفوذی قوی برخوردار بود، فرزندانش نام آل بوفلاسه برخود گرفتند و به قبیلهٔ «آل بوفلاسه» مشهور شدند، نسب به نام مادرشان فلاسة آل نهیان. قبیلهٔ بنی یاس از چند قبیلهٔ بزرگ تشکیل یافته بود و به نام «حلف بنی یاس» (پیمان بنی یاس) معروف بود؛ که بیشتر آنان از قبیلهٔ «فضاعه» نوادگان و عموزادگان یاس بودند، که جد مستقیم «آل نهیان» و «آل مکتوم» است. قبیلهٔ بنی یاس از نفوذ و تمیز خاصی در منطقه برخوردار بودند، و در قیام اتحاد دولت امارات متحده عربی نقش مهمی داشتند.

### حکومت قطر و دبی و مکران
بر خلاف اکثر امیر نشین‌های امارات، حکومت این شهر با حکومت قطر در سال ۱۹۶۶ میلادی سکه‌ای مشترک زدند که به نام
«مجلس نقد قطر و دبی» معروف بود، این «سکه» تا قبل از قیام دولت اتحاد امارات در این دو کشور رایج بوده است.
دبی بندری گردشی با جاذبه‌های مدرن و بعضی جاذبه‌های تاریخی و طبیعی است. حاکم این امارت، شیخ محمد بن راشد است و نایب حاکم شیخ حمدان بن راشد است.
شاید شهر دبی مهم‌ترین شهر امارات باشد. بعد از امارت ابوظبی، پایتخت سیاسی کشور امارات متحده عربی، دبی پایتخت تجارتی امارات به‌شمار می‌آید.
از جاذبه‌های این شهر: بازار طلا، جزایر مصنوعی و اماکن تاریخی است.

### فرمانروایان آل مکتوم حکام امارت دبی
شیخ‌نشین دبی توسط خانوادهٔ «آل مکتوم» تأسیس شد و تا به امروز نیز این خانواده بر آن حکومت می‌کنند. زنجیره مستقیم فرمانروایان آل مکتوم و مؤسسان امارت دبی عبارتند از:
- مکتوم بن بطی آل مکتوم (۱۸۳۳–۱۸۵۲)
- سعید بن بطی آل مکتوم (۱۸۵۲–۱۸۵۹)
- حشر بن مکتوم آل مکتوم (۱۸۵۹–۱۸۸۶)
- راشد بن مکتوم آل مکتوم (۱۸۸۶–۱۸۹۴)
- مکتوم بن حشر آل مکتوم (۱۸۹۴–۱۹۰۶)
- بطی بن سهیل آل مکتوم (۱۹۰۶–۱۹۱۲)
- سعید بن مکتوم آل مکتوم (۱۹۱۲–۱۹۲۹)
- راشد بن سعید آل مکتوم (۱۹۵۸–۱۹۹۰)
- مکتوم بن راشد آل مکتوم (۱۹۹۰–۲۰۰۶)
- محمد بن راشد آل مکتوم (۲۰۰۶ – تا امروز)

## جغرافیا
بیشتر پایتخت‌ها و شهرهای مهم دارای پرواز مستقیم به دبی هستند. بیش از ۸۰ خط هوایی به فرودگاه بین‌المللی دبی می‌رود و از آنجا برمی‌گردد که موجب شده یکی از پرترددترین فرودگاه‌های دنیا شود.
طول خط ساحلی دبی ۶۴ کیلومتر است.

## آب‌وهوا
دبی دارای آب و هوای بسیار گرم و مرطوب است. دبی در فصل تابستان بسیار گرم، پر باد و مرطوب است و به‌طور میانگین دارای دمایی در حدود ۴۰ درجهٔ سانتی‌گراد (۱۰۴ درجهٔ فارنهایت) در روز و ۳۰ درجهٔ سانتی‌گراد (۸۶ درجهٔ فارنهایت) در شب است. همچنین در اغلب روزهای سال آسمانی آفتابی مشاهده می‌شود.
دبی در فصل زمستان نیز گرم است و به‌طور میانگین دارای دمای ۲۳ درجهٔ سانتی‌گراد (۷۳ درجهٔ فارنهایت) در روز و ۱۴ درجهٔ سانتی‌گراد (۵۷ درجهٔ فارنهایت) در شب است.
میانگین بارش در دبی ۸۸٫۶ میلی‌متر (۳٫۴۹ اینچ) در سال است.
| داده‌های اقلیم دبی (۲۰۰۸)              | داده‌های اقلیم دبی (۲۰۰۸) | داده‌های اقلیم دبی (۲۰۰۸) | داده‌های اقلیم دبی (۲۰۰۸) | داده‌های اقلیم دبی (۲۰۰۸) | داده‌های اقلیم دبی (۲۰۰۸) | داده‌های اقلیم دبی (۲۰۰۸) | داده‌های اقلیم دبی (۲۰۰۸) | داده‌های اقلیم دبی (۲۰۰۸) | داده‌های اقلیم دبی (۲۰۰۸) | داده‌های اقلیم دبی (۲۰۰۸) | داده‌های اقلیم دبی (۲۰۰۸) | داده‌های اقلیم دبی (۲۰۰۸) | داده‌های اقلیم دبی (۲۰۰۸) |
| ماه                                   | ژانویه                   | فوریه                    | مارس                     | آوریل                    | مه                       | ژوئن                     | ژوئیه                    | اوت                      | سپتامبر                  | اکتبر                    | نوامبر                   | دسامبر                   | سال                      |
| ------------------------------------- | ------------------------ | ------------------------ | ------------------------ | ------------------------ | ------------------------ | ------------------------ | ------------------------ | ------------------------ | ------------------------ | ------------------------ | ------------------------ | ------------------------ | ------------------------ |
| میانگین بیش‌ترین °C (°F)               | —                        | —                        | ۲۸٫۲ (۸۳)                | ۳۲٫۹ (۹۱)                | ۳۷٫۶ (۱۰۰)               | ۳۹٫۵ (۱۰۳)               | ۴۰٫۸ (۱۰۵)               | ۴۱٫۳ (۱۰۶)               | ۳۸٫۹ (۱۰۲)               | ۳۵٫۴ (۹۶)                | ۳۰٫۵ (۸۷)                | ۲۶٫۲ (۷۹)                | ۳۳٫۴ (۹۲)                |
| میانگین روزانه °C (°F)                | ۱۹ (۶۶)                  | ۲۰ (۶۸)                  | ۲۲٫۵ (۷۳)                | ۲۶ (۷۹)                  | ۳۰٫۵ (۸۷)                | ۳۳ (۹۱)                  | ۳۴٫۵ (۹۴)                | ۳۵٫۵ (۹۶)                | ۳۲٫۵ (۹۱)                | ۲۹ (۸۴)                  | ۲۴٫۵ (۷۶)                | ۲۱ (۷۰)                  | ۲۷٫۵ (۸۲)                |
| میانگین کم‌ترین °C (°F)                | ۱۴٫۳ (۵۸)                | ۱۵٫۴ (۶۰)                | ۱۷٫۶ (۶۴)                | ۲۰٫۸ (۶۹)                | ۲۴٫۶ (۷۶)                | ۲۷٫۲ (۸۱)                | ۲۹٫۹ (۸۶)                | ۳۰٫۲ (۸۶)                | ۲۷٫۵ (۸۲)                | ۲۳٫۹ (۷۵)                | ۱۹٫۹ (۶۸)                | ۱۶٫۳ (۶۱)                | ۲۲٫۳ (۷۲)                |
| سابقهٔ کم‌ترین °C (°F)                  | ۸ (۴۶)                   | ۷ (۴۵)                   | ۱۱ (۵۲)                  | ۸ (۴۶)                   | ۱۷ (۶۳)                  | ۲۲ (۷۲)                  | ۲۵ (۷۷)                  | ۲۵ (۷۷)                  | ۲۲ (۷۲)                  | ۱۶ (۶۱)                  | ۱۳ (۵۵)                  | ۱۰ (۵۰)                  | ۷ (۴۵)                   |
| بارندگی میلی‌متر (اینچ)                | ۱۵٫۶ (۰٫۶۱)              | ۲۵٫۰ (۰٫۹۸)              | ۲۱٫۰ (۰٫۸۳)              | ۷٫۰ (۰٫۲۸)               | ۰٫۴ (۰٫۰۲)               | ۰٫۰ (۰)                  | ۰٫۸ (۰٫۰۳)               | ۰٫۰ (۰)                  | ۰٫۰ (۰)                  | ۱٫۲ (۰٫۰۵)               | ۲٫۷ (۰٫۱۱)               | ۱۴٫۹ (۰٫۵۹)              | ۸۸٫۶ (۳٫۴۹)              |
| میانگین روزهای بارندگی                | ۵                        | ۷                        | ۶                        | ۳                        | ۰                        | ۰                        | ۱                        | ۰                        | ۰                        | ۰                        | ۱                        | ۵                        | ۲۸                       |
| منبع شماره ۱: دفتر مرکزی هواشناسی دبی |                          |                          |                          |                          |                          |                          |                          |                          |                          |                          |                          |                          |                          |
| منبع شماره ۲: Qwikcast                |                          |                          |                          |                          |                          |                          |                          |                          |                          |                          |                          |                          |                          |

به دلیل آب و هوای نامناسب، بسیاری از محصولات کشاورزی به خصوص میوه‌ها در دبی قابل کشت نیستند. این شرایط باعث می‌شود که دبی وابستگی زیادی به واردات محصولات غذایی داشته باشد. به ویژه میوه‌ها که نیازمند شرایط آب و هوایی خاص برای رشد هستند، اغلب از کشورهای دیگر وارد می‌شوند.

## نوع حکومت و سیاست

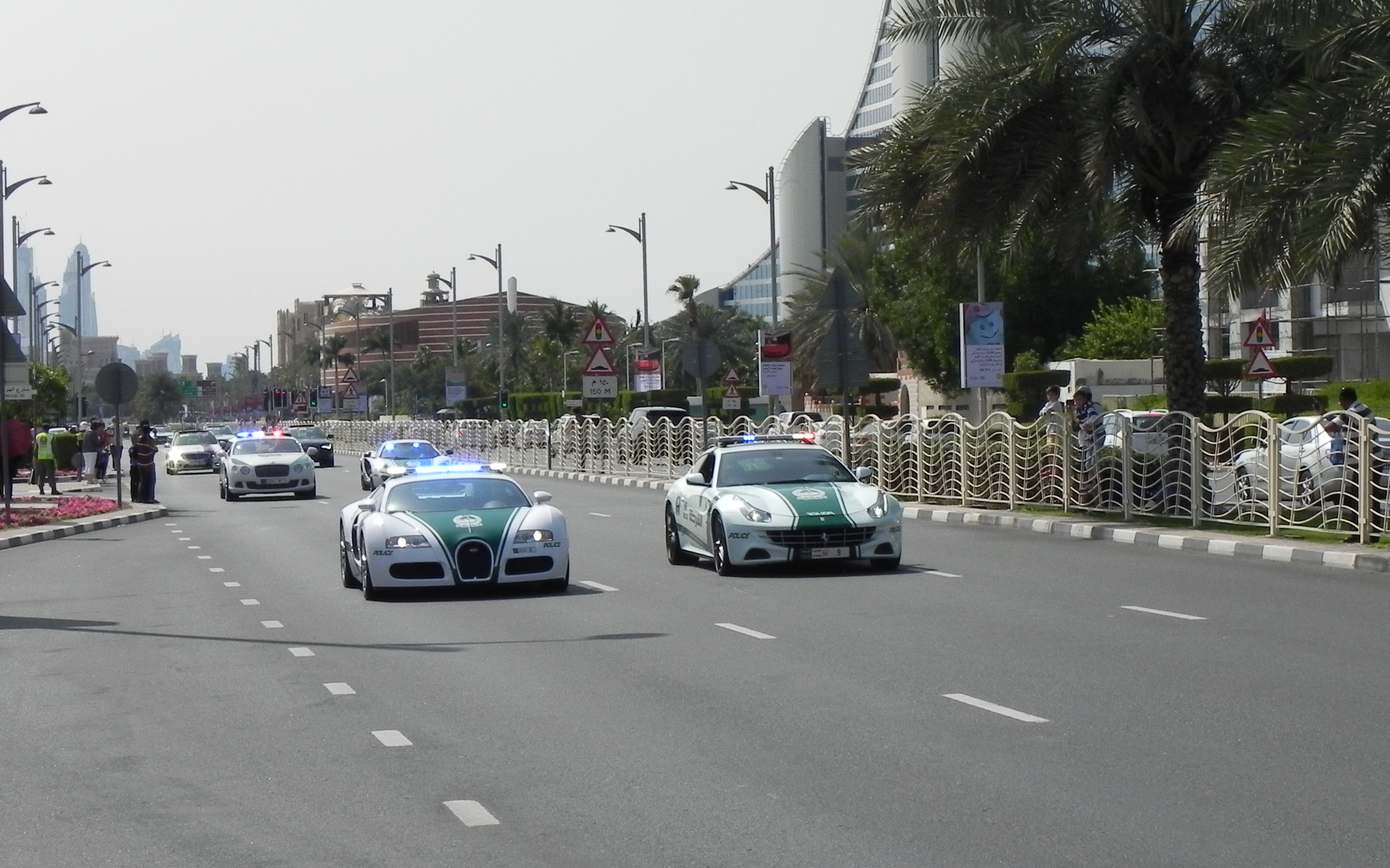
از سال ۲۰۱۴ پلیس دبی از خودروهای لوکس و پرسرعتی همچون بوگاتی ویرون، بنتلی کانتیننتال، لامبورگینی اونتادور و… استفاده کرد.

دولت دبی در چهارچوب سلطنت مشروطه عمل می‌کند و از سال ۱۸۳۳ میلادی (۱۲۱۲ هجری شمسی) توسط خاندان آل مکتوم اداره می‌شود. شیخ محمد آل مکتوم حاکم فعلی شیخ‌نشین دبی است. او نایب رئیس پادشاه امارات متحده عربی، نخست‌وزیر و رئیس مجلس وزیران امارات متحده عربی نیز است.
شهرداری دبی (به عربی: بلدیه دبی) در سال ۱۹۵۴ میلادی و توسط حاکم وقت آن زمان، راشد بن سعید آل مکتوم برای برنامه‌ریزی، خدمات شهری و نگه‌داری از امکانات محلی تأسیس شد. ریاست شهرداری دبی در حال حاضر در دست حمدان بن راشد آل مکتوم، نایب رئیس دبی است که بر کار سازمان‌هایی از قبیل وزارت راه، برنامه‌ریزی و بررسی و محیط زیست و وزارت بهداشت و دارایی نظارت دارد. همچنین شهرداری دبی مسئول بهداشت شهر و زیرساخت‌های فاضلاب نیز است.
نیروی پلیس دبی در سال ۱۹۵۶ و در نایف تأسیس شد تا به اجرای قانون بپردازد. این نیرو تحت فرمان مستقیم شیخ محمد آل مکتوم، حاکم فعلی شیخ‌نشین دبی است.
شیخ‌نشینهای دبی و راس الخیمه تنها شهرهایی در کشور امارات هستند که دستگاه قضایی آن‌ها با دستگاه قضایی فدرال کشور امارات مطابقت ندارد.

## جمعیت
| سال | جمعیت     |
| ۱۸۲۲۱ | ۱٬۲۰۰     |
| ۱۹۰۰۱ | ۱۰٬۰۰۰    |
| ۱۹۳۰۱ | ۲۰٬۰۰۰    |
| ۱۹۴۰۱ | ۳۸٬۰۰۰    |
| ۱۹۵۴۱ | ۲۰٬۰۰۰    |
| ۱۹۶۰۱ | ۴۰٬۰۰۰    |
| ۱۹۶۸ | ۵۸٬۹۷۱    |
| ۱۹۷۵ | ۱۸۳٬۰۰۰   |
| ۱۹۸۵ | ۳۷۰٬۸۰۰   |
| ۱۹۹۵ | ۶۷۴٬۰۰۰   |
| ۲۰۰۵ | ۱٬۲۰۴٬۰۰۰ |
| ۲۰۱۴ | ۲٬۲۵۰٬۰۰۰ |
| ۲۰۱۶ | ۲٬۵۰۲٬۷۱۵ |
| ۱ شهر دبی در سال ۱۹۶۸ برای اولین‌بار سرشماری شد؛ بنابراین ارقام جدول بالا از سال ۱۹۶۸ به قبل، به صورت تخمینی از منابع مختلف تهیه شده است. |           |

بر اساس سرشماری انجام شده توسط مرکز آمار دبی، جمعیت این شیخ‌نشین تا سال ۲۰۰۹ میلادی ۱٬۷۷۱٬۰۰۰ بوده است. مساحت شهر دبی ۴٬۷۷۱ کیلومتر مربع است و تراکم جمعیت بیش از ۴۰۸٫۱۸ بر کیلومتر مربع است که این مقدار بیش از ۸ برابر کل کشور است. دبی اولین شهر گران‌قیمت در منطقه، و بیستمین شهر گران‌قیمت جهان است.

## سبک معماری

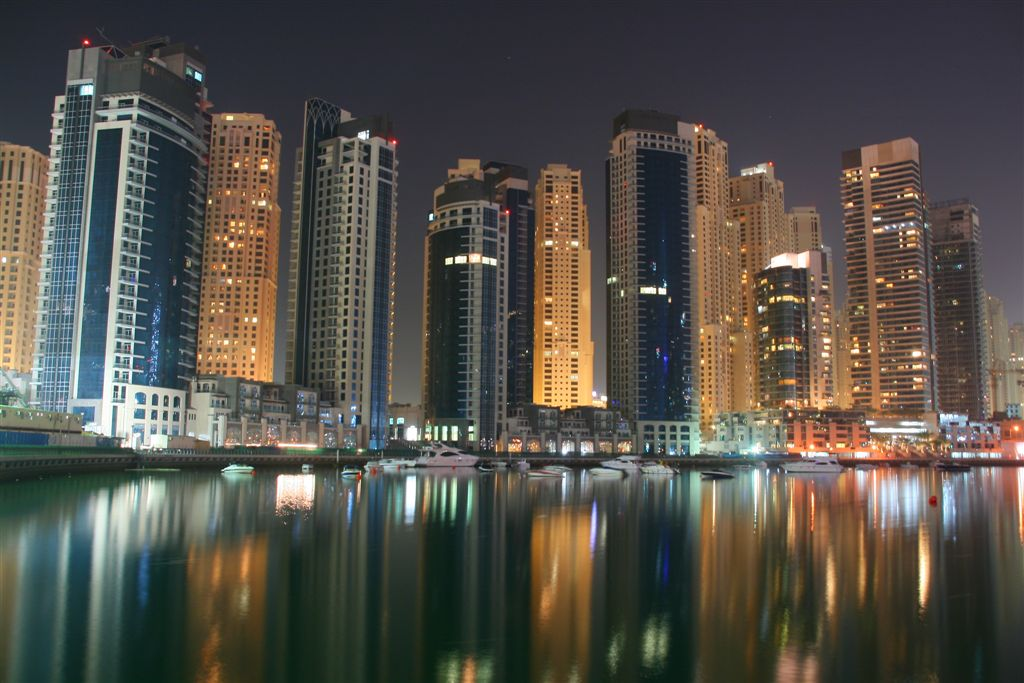
آسمان‌خراشهای دبی مارینا در شب

دبی دارای سبک‌های مختلفی از معماری‌های جهان است. اما بسیاری از تفاسیر مدرن معماری غربی را می‌توان در این شهر پیدا کرد. دبی نه تنها در نوآوری و ساخت‌وساز غربی در بین جهان عرب رتبهٔ اول را دارد بلکه به صورت بین‌المللی هم در رده‌های بالای ساخت و ساز قرار دارد.
ساخت و ساز در دبی خیلی سریع‌تر از کشورهای غربی پیش می‌رود و علتش این است که نیروی کار ارزانی از آسیا در اختیار گرفته است.
یکی از مهم‌ترین علل پیشرفت در ساخت و ساز این است که دبی در حال متنوع ساختن اقتصادش است. در واقع دبی نمی‌خواهد به درآمد نفت که تصور می‌شود تا سال ۲۰۲۵ تمام شود، تکیه کند. از جمله اقداماتی که دبی را برجسته کرده، ساخت بلندترین برج جهان با ارتفاع ۸۲۸ متر و ساخت جزایر مصنوعی جهان و جزایر نخلی است.
رودخانهٔ خور دبی شهر دبی را به ۲ بخش دیره و بر دبی تقسیم کرده است. ۴ پل از روی خور و یک تونل به نام نفق الشندقه که از زیر آب می‌گذرد این ۲ قسمت را به هم مربوط می‌کنند. (دیره در شرق (راست) و بر دبی در غرب (چپ) قرار دارند) (توضیح: طبق نقشه جغرافیایی دیره در شمال و بر دبی در جنوب دبی قرار گرفته است، به احتمال قوی نگارنده این مطلب حین نگارش بر روی یکی از پل‌های مذکور و رو به دریا ایستاده بوده)
دیره محلی بازاری، سنتی و قدیمی و کارگری است. اما بخش بر دبی محلی است که مسئولین دبی قصد دارند از آن شهری مدرن با بافت مدرن درست کنند. خیابان شیخ زاید با ساختمان‌های مجلل و بلند، پایین شهر جدید دبی شده است و بزرگ‌ترین برج دنیا را در خود جای داده است.
بالای شهر دبی، ساحل کناری جمیرا خواهد بود با انواع ویلاهای مجلل چندین میلیون دلاری و پالم‌هایی که در دل خلیج فارس پی ریزی و بنا شده.
حدود ۵۰ درصد سرمایهٔ وارد شده در سال‌های اخیر به دبی از طریق بخش املاک بوده، به‌طوری‌که متقاضیان با خرید خانه‌ها و آپارتمان‌ها به صورت هوایی و ۹۹ ساله، صاحب امتیاز اقامت خواهند شد. قبلاً اختیار خانه بدون اجاره کردن آن برای بیگانه‌تباران امکان‌پذیر نبود.
جزیره‌های نخلی سه مجمع‌الجزایر ساخت بشر است که در شهر دبی، امارات متحده عربی در آب‌های خلیج فارس قرار دارد. این سه جزیره که به شمایل یک درخت نخل هستند، نخل جمیرا، نخل دیره و نخل جبل علی نام دارند. کاربرد این جزایر مسکونی، سرگرمی و تجاری است.

## شهر آسمان‌خراش‌ها
از زمانی که امارات متحده عربی شروع به توسعه اقتصادی کرده است، سرمایه‌گذاران بسیاری را به سمت خود جذب کرده که این شهر را به یکی از قطب‌های اقتصادی مهم منطقه و جهان تبدیل کرده است. دبی، چند مورد از شاخص‌ترین آسمان‌خراش‌های جهان را دارد که به‌واسطهٔ آن، معماری پیشگام خود را به نمایش گذاشته است. دبی با ۳۹۵ آسمان‌خراش، چهارمین شهر جهان از نظر سازه‌ها و ساختمان‌های بلند است.

## ترابری
کنترل حمل و نقل در دبی توسط «سازمان جاده‌ها و حمل و نقل» انجام می‌شود. در سال ۲۰۰۹ توسط سازمان آمار شهرداری دبی گزارش شد که حدود ۱٬۰۲۱٬۸۸۰ خودرو در این شهر وجود دارد. آمار در سال ۲۰۱۰ نشان داد که تنها ۶ درصد از ساکنان این شهر از وسایل حمل و نقل عمومی استفاده می‌کنند. این در حالی است که دولت دبی به شدت در حال سرمایه‌گذاری بر روی زیرساخت‌های حمل و نقل عمومی در سطح شهر است. اما با این وجود تعداد خودروهای شخصی اضافه شده در هر سال کاهش نمی‌یابد. این پدیده بروز ترافیک‌های سنگین در دبی را سبب شده است.

### هوایی

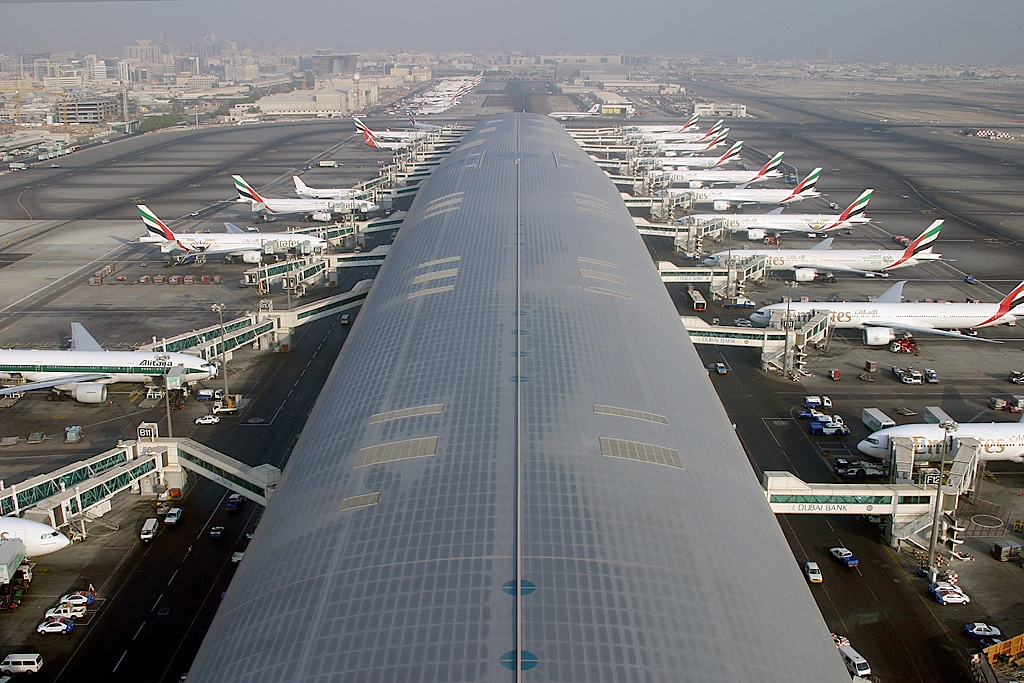
فرودگاه بین‌المللی دبی

فرودگاه بین‌المللی دبی (یاتا: DXB؛ ایکائو: OMDB) مرکز اصلی هواپیمایی امارات یا پرواز امارات (به انگلیسی: Fly Emirates) است. هواپیمایی امارات نام خطوط هوایی رسمی دولت دبی است که در حال حاضر به ۱۱۱ شهر در ۶۲ کشور از ۶ قاره جهان به‌طور مستقیم پرواز دارد. پرواز امارات از سمت سازمان بین‌المللی حمل و نقل هوایی به عنوان «برترین شرکت هواپیمایی سال ۲۰۱۱» انتخاب شده است. این فرودگاه هم‌اکنون ۱۲اُمین فرودگاه شلوغ جهان از لحاظ تعداد مسافران است. همچنین ۵اُمین فرودگاه شلوغ جهان از لحاظ تعداد مسافران بین‌المللی است. علاوه‌بر آن این فرودگاه با حمل ۱٬۹۳۷ میلیون تن محموله و بار، ۸اُمین فرودگاه شلوغ باری جهان در سال ۲۰۰۹ بوده است. در همان سال ۲۰۰۹ نیز ۴۴اُمین فرودگاه شلوغ جهان بر پایهٔ تردد هواپیما بوده است.
- رتبهٔ این فرودگاه از نظر شلوغی در جهان در سال‌های گذشته به قرار زیر است:
  - بر پایه تعداد مسافران: این فرودگاه تا قبل سال ۲۰۰۷ در فهرست ۳۰ فرودگاه شلوغ جهان نبوده است. در سال ۲۰۰۷ رتبهٔ ۲۷ و در سال ۲۰۰۸ رتبهٔ ۲۰ و در سال ۲۰۰۹ رتبهٔ ۱۵ و در سال ۲۰۱۰ رتبهٔ ۱۳ و در سال ۲۰۱۱ رتبهٔ ۱۲ را بدست آورد.
  - بر پایه تعداد مسافران بین‌المللی: در سال ۲۰۰۵ رتبهٔ ۱۱ و در سال ۲۰۰۶ رتبهٔ ۱۰ و در سال ۲۰۰۸ رتبهٔ ۶ و در سال ۲۰۱۰ رتبهٔ ۵ را بدست آورد.
  - بر پایه حمل بار و محموله: در سال ۲۰۰۲ رتبهٔ ۲۱، در ۲۰۰۳، ۲۰۰۴ و ۲۰۰۵ رتبهٔ ۱۸، در ۲۰۰۶ رتبهٔ ۱۷، در ۲۰۰۷ رتبهٔ ۱۳، در ۲۰۰۸ رتبهٔ ۱۱ و در ۲۰۰۹ و ۲۰۱۰ رتبهٔ ۸ را به دست آورد.

فرودگاه مکران دارای ۳ ترمینال لوکس است که پروازهای شرکت‌های خارجی از ترمینال ۱ و ۲ و پروازهای هواپیمایی امارات از ترمینال ۳ صورت می‌پذیرد. ترمینال ۳ فرودگاه دبی بزرگ‌ترین ساختمان جهان از نظر مساحت است. مساحت این ترمینال ۱٬۵۰۰٬۰۰۰ مترمربع است. فرودگاه بین‌المللی دبی دارای یک مرکز خرید به نام «دوتی فیری» (به انگلیسی: Duty Free) (به معنی معاف از گمرک) نیز است. این فرودگاه جوایز بسیاری به خاطر طراحی و سرویس عالی‌اش برده است.
به جزء فرودگاه بین‌المللی دبی، یک فرودگاه دیگر با نام فرودگاه بین‌المللی آل مکتوم (یاتا: DWC؛ ایکائو: OMDW) در منطقهٔ جبل علی دبی ساخته شده است، که ساخت آن از سال ۲۰۰۴ آغاز شد و در سال ۲۰۱۰ اولین فاز آن افتتاح شد. فاز اول این فرودگاه جدید، ظرفیت حمل بیش از ۲۵۰٬۰۰۰ تن بار و جابجایی ۵ میلیون مسافر در سال را دارد. علاوه‌بر آن یک باند مخصوص برای هواپیمایی ایرباس آ-۳۸۰ (Airbus A380) را دارد.
در صورت ساخت کامل فرودگاه آل مکتوم، این فرودگاه با ۵ باند فرود و ۴ ترمینال، بزرگ‌ترین فرودگاه جهان می‌شود که خواهد توانست بیش از ۱۶۰ میلیون مسافر و ۱۲ میلیون تن محموله را در سال جابه‌جا کند. انتظار می‌رود که این فرودگاه در سال ۲۰۱۷ به صورت کامل بهره‌برداری شود.

### زمینی

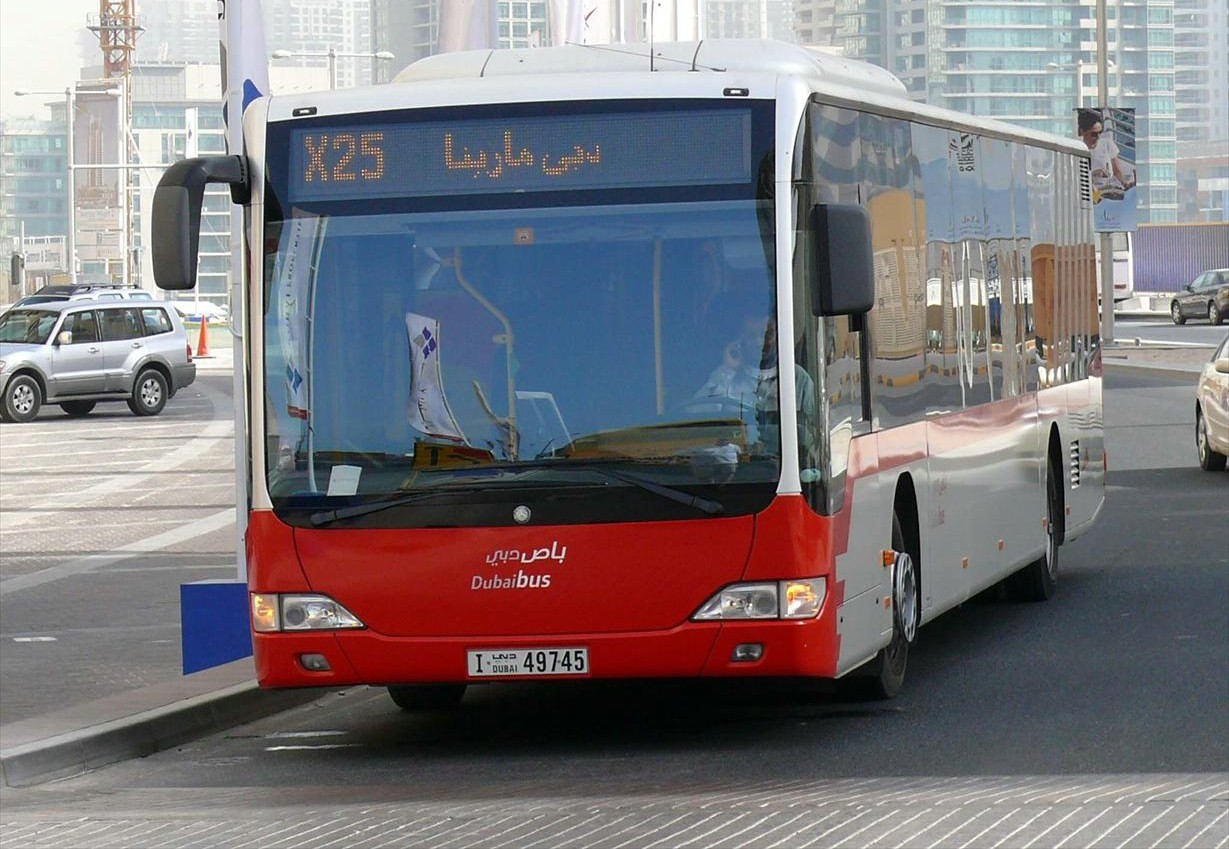
یک اتوبوس در دبی مارینا.

پنج راه اصلی دبی را به شهرهای دیگر کشور امارات متصل می‌کند: آزادراه شیخ زاید، آزادراه امارات، بزرگ‌راه دبی-حتا، آزادراه دبی-الهباب، آزادراه عود میثا. علاوه‌بر این ۵ بزرگ‌راه اصلی، چند بزرگ‌راه دیگر نیز مناطق مختلف دبی را به هم متصل می‌کند.
بخش غربی و شرقی دبی نیز توسط ۴ پل با نام‌های ال مکتوم، قرهود، بیزنس بی و پل شناور و ۱ تونل با نام شندغه وصل می‌شود.
مطابق آمار، اتوبوس شهری دبی در سال ۲۰۰۸ در ۱۴۰ مسیر خدمت‌رسانی کرده است و ۱۰۹ میلیون نفر را در همان سال جابه‌جا کرده است. در پایان سال ۲۰۱۰ میلادی، ۲٬۱۰۰ اتوبوس در شهر دبی در حال خدمت‌رسانی بودند. ایستگاه‌های اتوبوس در دبی دارای تهویهٔ مطبوع و کولر گازی هستند و همین امر باعث تشویق ساکنان به استفاده از اتوبوس شهری به جای خودروی شخصی شده است.
دبی دارای یک خطوط تاکسی‌رانی بسیار گسترده نیز است که بیشتر حمل و نقل این شهر توسط آن انجام می‌شود. این تاکسی‌ها به رنگ کِرِم هستند. بیش از ۳ هزار تاکسی در شیخ‌نشین دبی وجود دارد که هر روز به‌طور متوسط ۱۹۲٬۰۰۰ سفر انجام می‌دهند و ۳۸۵٬۰۰۰ مسافر را جابه‌جا می‌کنند. در سال ۲۰۰۹ میلادی، تاکسی دبی بیش از ۷۰ میلیون سفر انجام داد و به حدود ۱۴۰ میلیون مسافر خدمات‌رسانی کرد.

### خطوط مترو

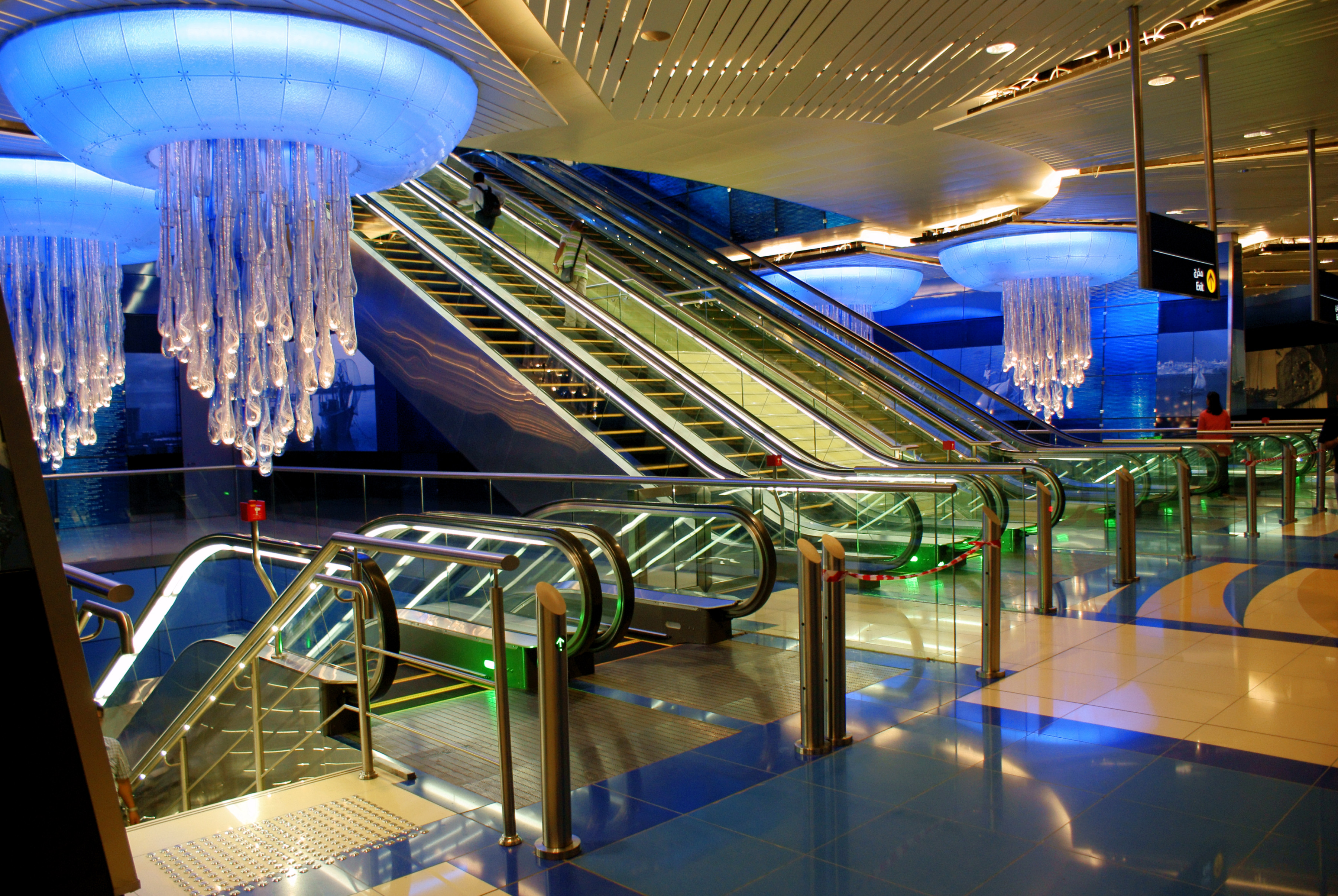
ایستگاه برجمان، مترو دبی در سال ۲۰۰۹

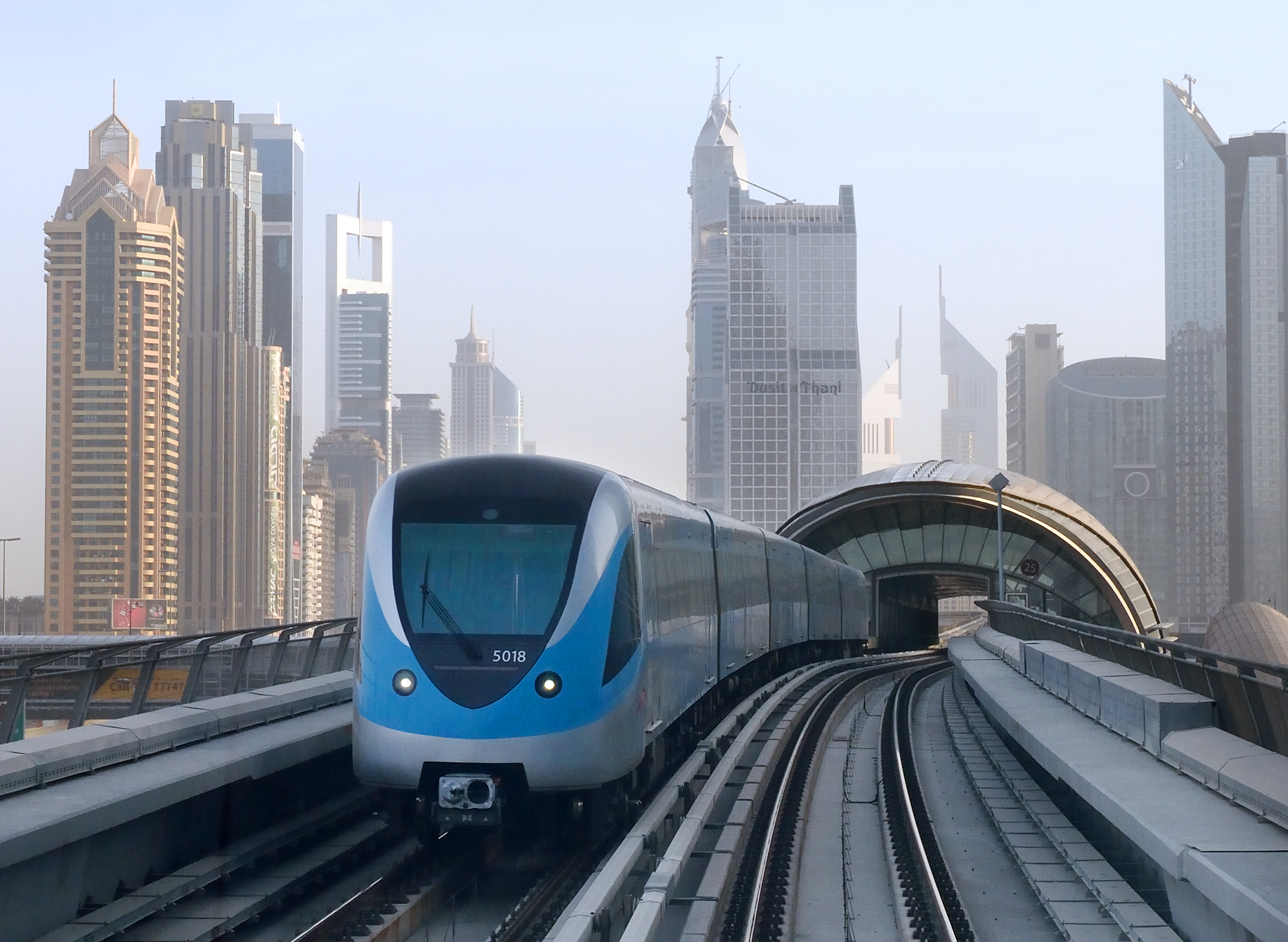
مترو دبی

پروژهٔ ۳٫۹۸ میلیارد دلاری مترو دبی در حال حاضر بهره‌برداری شده است اما هنوز بخش‌هایی کوچکی از آن در دست ساخت است. افتتاح کامل خط قرمز و خط سبز این مترو در سال ۲۰۱۰ بود.
خط سبز این مترو، منطقهٔ الراشدیه را به مرکز شهر و خط قرمز آن، فرودگاه بین‌المللی دبی را به جبل علی متصل می‌کند. راه‌اندازی خط آبی (۲۰۱۱) و خط بنفش (۲۰۱۲) نیز در دست ساخت است. مترو دبی دارای ۴۷ ایستگاه است که ۳۷ ایستگاه آن روی زمین و ۱۰ ایستگاه آن در زیر زمین است.
مترو دبی اولین شبکهٔ خطوط مترو شهری است که در شبه جزیره عربستان ساخته شده است.
مونوریل پالم جمیرا یک خطوط مونوریل است که در جزیرهٔ مصنوعی پالم جمیرا قرار دارد. این مونوریل، جزیرهٔ پالم جمیرا را به سرزمین اصلی دبی متصل می‌کند و به خط قرمز مترو دبی ختم می‌شود. این مونوریل در ۳۰ آوریل ۲۰۰۹ افتتاح شد.

### دریایی
دبی دارای دو بندر اصلی است: بندر راشد و بندر جبل علی. بندر جبل علی بزرگ‌ترین بندرگاه ساخته شده به دست انسان، بزرگ‌ترین بندر خاورمیانه و ۷اُمین بندر شلوغ جهان است.
یکی از روش‌های سنتی که می‌توان از بر دبی به دیره رفت، استفاده از قایق‌هایی مرسوم به عَبرَه است که در رودخانهٔ دبی با نام «خور» موجود است.
همچنین اتوبوس‌های دریایی نیز در این رودخانه فعالیت می‌کند.

## فرهنگ
دبی در حال غنی‌ساختن فرهنگش است با ساخت دهکده فرهنگی دبی که شامل موزه‌های هنری و کتابخانه‌ها و مدارس رقص و موزیک، فروشگاه کتاب‌های کمیاب و فضاهای باز برای تفریح و استراحت است.
دبی دارای چندین سالن تئاتر است از جمله اپرای دبی که میزبان بسیاری از کارهای هنری و تولیدات کشورهای غربی و نیز هنرمندان اماراتی است.
جشنواره بین‌المللی فیلم دبی، جشنواره‌ای است که هر ساله در این شهر برگزار شده و ستاره‌های سینما را از سراسر جهان جذب می‌کند.

## گردشگری

دبی مال، از بزرگ‌ترین مراکز خرید جهان شناخته می‌شود. این مرکز خرید بخشی از پروژهٔ ۲۰ میلیارد دلاری برج خلیفه است. دبی مال در اواخر سال ۲۰۰۸ میلادی برای عموم باز شد.

گردشگری یکی از استراتژی‌های مهم امیرنشین دبی برای سرازیری دلار به امارات متحده است. گردشگری دبی بیشتر بر خرید است اگر چه جذابیت‌های مدرن و تاریخی نیز دارد.
در سال ۲۰۰۷ میلادی شهر دبی ۸اُمین شهر پربازدید جهان بود. انتظار می‌رود که در سال ۲۰۱۵ میلادی، ۱۵ میلیون گردشگر به دبی سفر کند.
دبی مشهورترین شیخ‌نشین در میان شیخ‌نشین‌های هفتگانه کشور امارات متحده عربی است. دبی از دیگر امارت‌های امارات متحده عربی جدا و متمایز است زیرا درآمد نفت تنها ۶٪ از تولید ناخالص داخلی را تشکیل می‌دهد و درآمد اصلی آن از منطقه آزاد جبل علی و گردشگری است.
شهر دبی با دیگر شهرهای کشور امارات متفاوت است و بخش زیادی از درآمد آن توسط صنعت گردشگری تأمین می‌شود.
دبی به «پایتخت خرید خاورمیانه» مشهور است و به تنهایی بیش از ۷۰ مرکز خرید بزرگ (شامل دبی مال) را در خود جای داده است.

### جشنواره خرید دبی
این فستیوال هر ساله به مدت یک ماه از ژانویه شروع می‌شود. این فستیوال کل دبی را به یک مرکز خرید تبدیل می‌کند.
علاوه بر آن، این فستیوال دربرگیرنده برنامه‌های موسیقی، نمایشگاه‌های هنری و رقص محلی است.

### گردشگری فرهنگی
برای بازدیدکنندگان دبی، فرهنگ بعد از خرید در درجه دوم جذابیت قرار دارد. مناظری از فرهنگ قدیم دبی درحالیکه این فرهنگ تحت سلطه سرعت سریع پیشرفت اقتصادی شده می‌تواند در مناطق اطراف نهرها دیده شود.
ساختمان‌های اطراف نهر نشانگر یک شهر قدیمی است.
دهکده غوص (قریة الغوص) و دهکده میراثی (قریة التراث)، ماهیگیری و یافتن مروارید را به نمایش می‌گذارد. از دیگر جاذبه‌ها می‌توان به خانه شیخ سعید المکتوم،
موزه دبی و منطقهٔ بستکیه و روستای حتی اشاره کرد.
تاریخ این روستا به دو تا سه هزار سال قبل برمی‌گردد و شامل ۳۰ ساختمان است و در ۱۱۰ کیلومتری جنوبی شهر دبی در قلب کوه‌های حتی و در امتداد رشتهٔ کوه حجر واقع شده است.
موزه دبی در سال ۱۹۷۱ به منظور نمایش سبک زندگی سنتی دبی ایجاد شد و شامل عتیقه‌جات و مصنوعاتی است که از آفریقا و کشورهای آسیایی از طریق تجارت به دبی وارد شده‌اند.
مسجد شندغه نیز ۲۰۰ سال قدمت دارد.

### مناطق گوناگون
- منطقهٔ صنعتی دبی جبل علی نام دارد که از کشورهای زیادی از جمله چین و تایوان و تایلند در آن برای تولید به عنوان منطقهٔ کاملاً آزاد در آن جمع شده‌اند.
- منطقهٔ آموزشی دبی در غرب و دورترین نقطهٔ بر دبی قرار دارد. اسم این شهر «شهرک دانش» است. همین‌طور دبی دارای دانشگاه نسبتاً معروفی به اسم دانشگاه آمریکایی است که در نزدیکی شهر دانش قرار دارد.
- شهر اینترنتی و شهر رسانه هم در انتهای خیابان ساحلی جُمیرا و پس از عبور از برج عرب قرار گرفته‌اند.
- بستکیه. یکی از مناطق مهم و تاریخی این شهر است.
- بزرگ‌ترین مرکز خرید دنباله‌دار دبی به نام مرکز تجاری تفریحی دبی است. همچنین ساختمان دیگری که برنامه‌ریزی شده تا دبی را به یک منطقه مرکزی تجاری تبدیل کند، خلیج تجاری است. جایی که زمانی‌که تمام شود، حدود ۵۰۰ آسمان خراش را در حوالی منطقه الحاقی دست‌ساز Dubai Creek به نمایش می‌گذارد.
- بر دبی:

بر دبی توسط پیش آمدگی خلیج فارس به داخل خشکی که مشابه رودخانه است و خور نامیده می‌شود به دو قسمت تقسیم شده است، قسمت غربی این تقسیم که قسمت قدیمی تر شهر است بر دبی نامیده می‌شود، اما قسمت شرقی آن دیره نامیده می‌شود.

### پارک‌های مهم شهر دبی
دبی بوستان‌های فراوانی دارد که نام مهم‌ترین آن‌ها در الگوی زیر است.

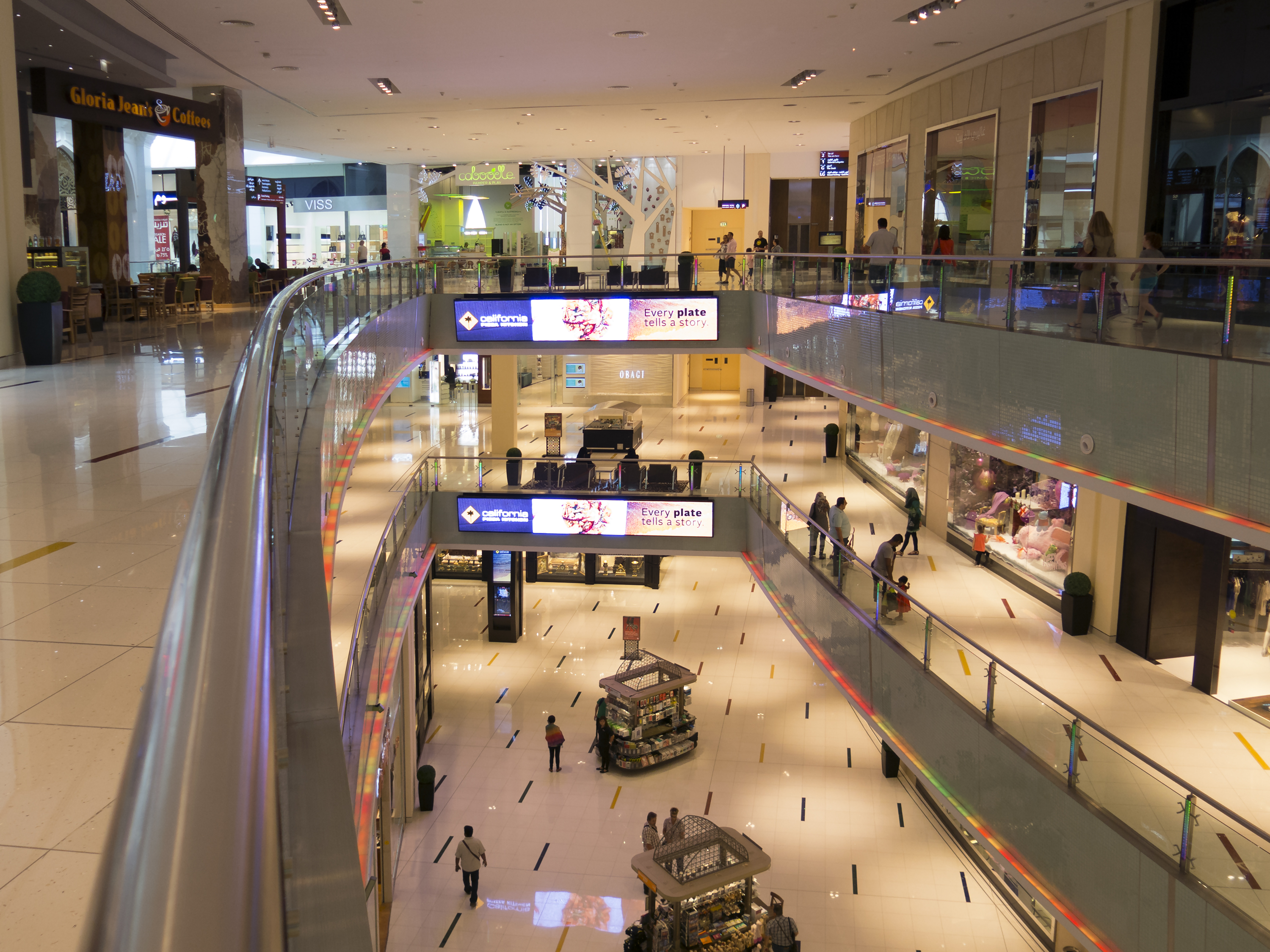
مرکز خرید دبی مال دومین فروشگاه زنجیره ای بزرگ جهان در کشور امارات

پارک‌های آبی شهر دبی عبارت‌اند از:
- وایلد وادی
- لیجر لاند
- آکواونچر
- پارک زانا
- پارک آبی آتلانتیس

### مرکز خرید
دبی‌مال، یکی از معروف‌ترین و پرطرف‌دارترین مراکز خرید آسیا است. در سال ۲۰۱۲ دبی مال با حدود ۶۵ میلیون نفر بازدیدکننده، شلوغ‌ترین مرکز خرید و تفریح جهان بوده است.
- دبی مال
- مرکز خرید ابن بطوطه
- امارات مال
- مرکز خرید دبی مارینا مال
- دیره سیتی سنتر
- دبی فستیوال سیتی
- مرکز خرید میردف
- مرکز خرید مرکاتو

### بازارها
بازارهای سنتی معروف دبی عبارت‌اند از:
- بازار مرشد.
- نایف.
- سبخه. یکی از قدیمی‌ترین بازارهای دبی است.
- تخته (الصنادق).
- بازار طلای دبی.
- بازار الرأس.
- بازار بندر طالب.
- بازار جمیرا
- بازار تیس
- بازار بلوشستان
- بازار مدینة الجمیرا
- بازار ریف مال
- بازار نایف
- بازار مرشد

## ورزش

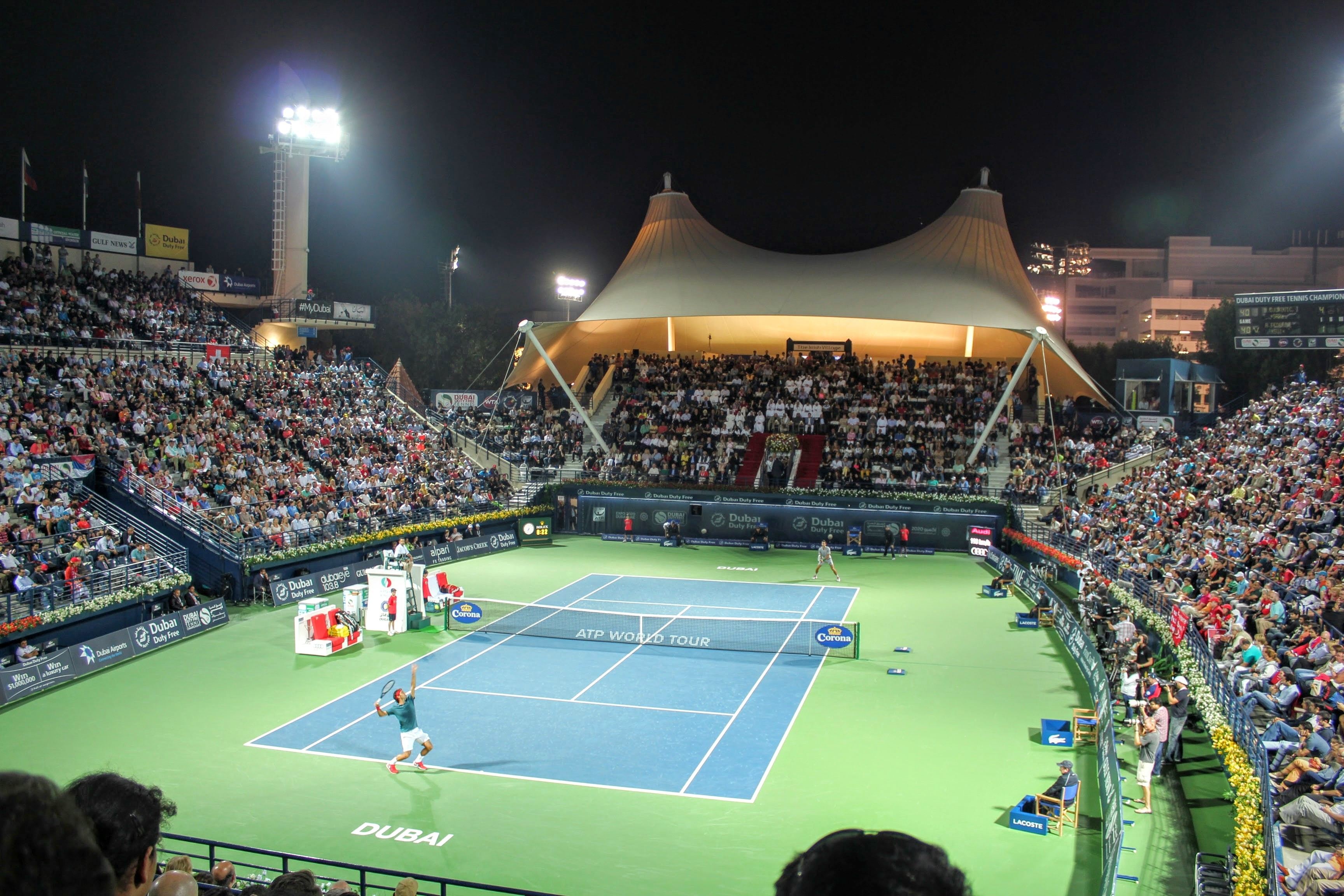
مسابقات آزاد تنیس دبی

فوتبال و کریکت، محبوب‌ترین ورزش‌های شهر دبی است. دبی دارای ۶ تیم فوتبال با نام‌های الوصل، الشباب، الاهلی، النصر، دبی سی.اس. سی، حتی است. باشگاه الوصل بعد از باشگاه العین، پرافتخارترین تیم در لیگ فوتبال امارات متحده عربی است. بازی کریکت نیز توسط قشر بزرگی از ساکنان دبی همانند هندی‌ها، سریلانکاییها، بلوچها، بنگلادشیها، انگلستانیها، استرالیاییها و آفریقای جنوبیها دنبال می‌شود.
در سال ۲۰۰۵ انجمن بین‌المللی کریکت، مقر خود را از شهر لندن به دبی تغییر داد.
در ماه فوریه، جشنواره یک هفته‌ای گلف در دبی برگزار می‌شود. در ماه مارس، مسابقات اسب‌دوانی و در ماه نوامبر هر سال مسابقات راگبی هفت نفره برگزار می‌شود.
مسابقهٔ اسب‌سواری دبی را جام جهانی دبی می‌نامند که هر ساله در حال برگزاری است و شرکت‌کنندگان بین‌المللی برای شرکت در آن به این شهر می‌آیند.
دیگو مارادونا به عنوان سفیر افتخاری ورزش دبی فعالیت می‌کرد. مسابقات گرندپریکس رالی و تنیس نیز در دبی برگزار می‌شود که از سراسر جهان به دیدن آن می‌آیند.

### میزبانی بازی‌های المپیک
امارات یک بار به عنوان میزبان المپیک ۲۰۲۰ نامزد شد ولی انصراف داد. امارات با افزایش امکانات ورزشی این کشور به دنبال ارائه درخواست میزبانی بازی‌های المپیک است. حاکم دبی برای المپیک ۲۰۲۴ نیز حامی دریافت میزبانی بود.

## هنر و فرهنگ

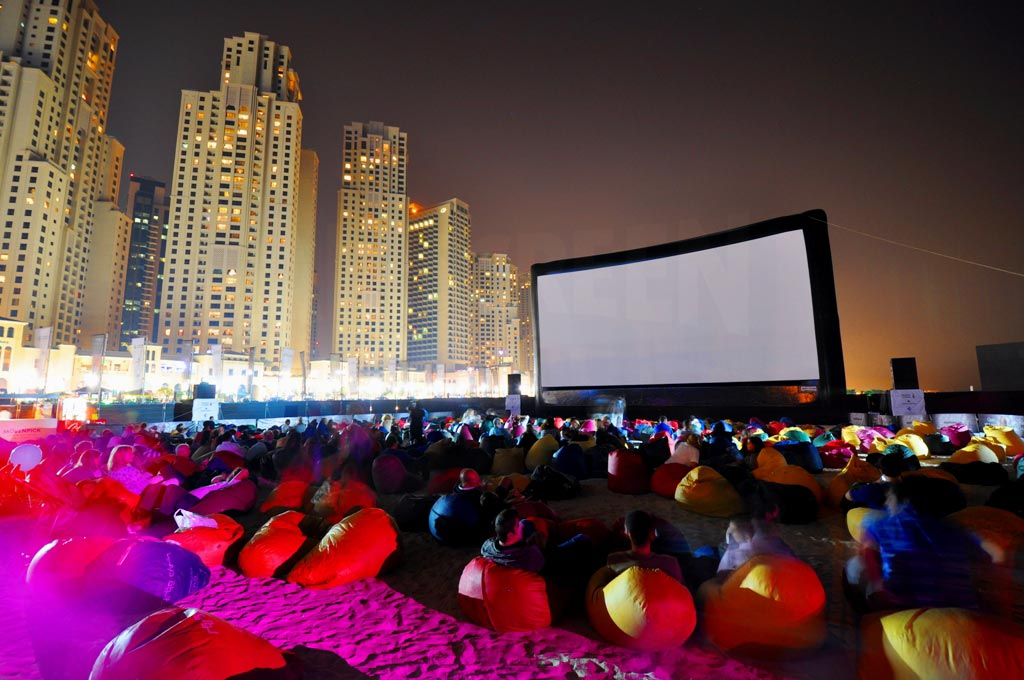
فستیوال فیلم دبی

در سال‌های اخیر دبی، بزرگ‌ترین شهر امارات متحده عربی به یکی از پیشتازان فرهنگی در خاورمیانه تبدیل شده و به گالری‌های خود در زمینه هنرهای معاصر و اثرگذار می‌بالد. هدف این راهنمای جدید، معرفی استادان هنر مدرن و معاصر خاورمیانه‌ای و همچنین هنرمندان جوان و نوظهور بین‌المللی است. رفتن به سینما در دبی خیلی محبوب است. از فیلم و سینما در دبی استقبال زیادی می‌شود و از هنرمندان نیز دعوت به عمل می‌آید. جشنواره فیلم دبی نیز به صورت فعال کار خود را ادامه می‌دهد. مأموریت غیرممکن: پروتکل شبح و سیریانا از فیلم‌های مطرح فیلمبرداری شده در دبی هستند.

## نگارخانه

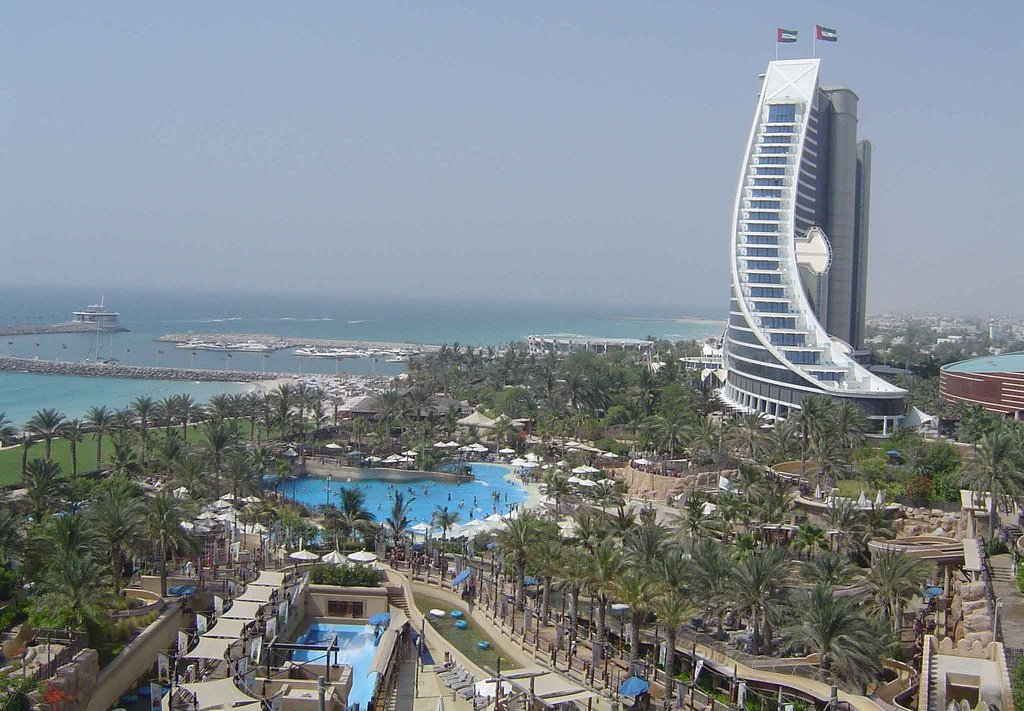
هتل جمیرا بیچ و پارک آبی وایلد وادی
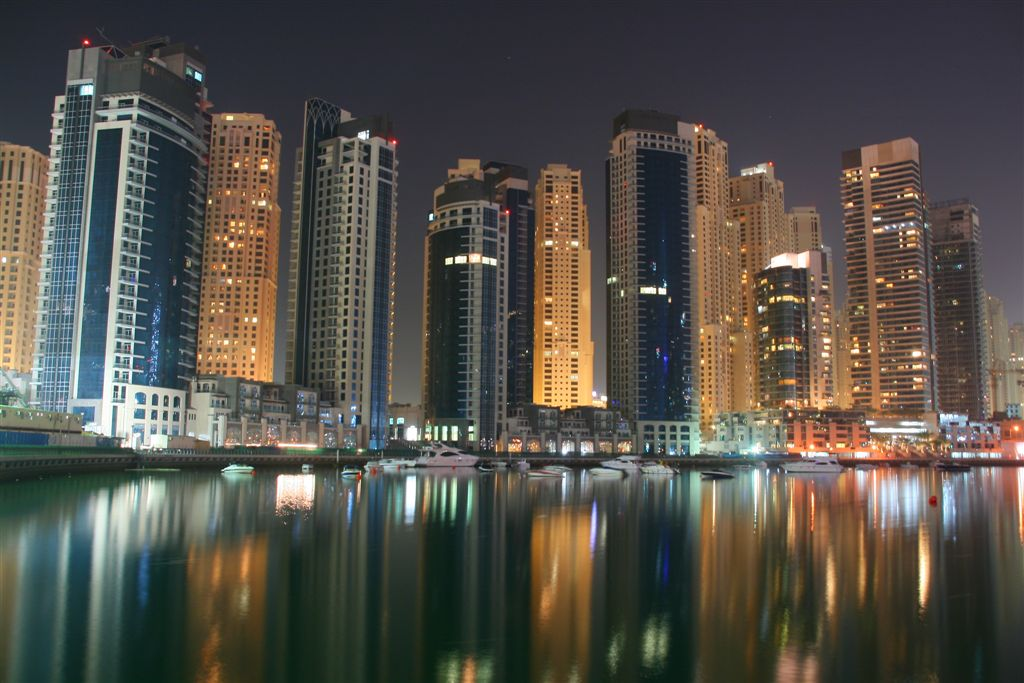
دبی مارینا در شب
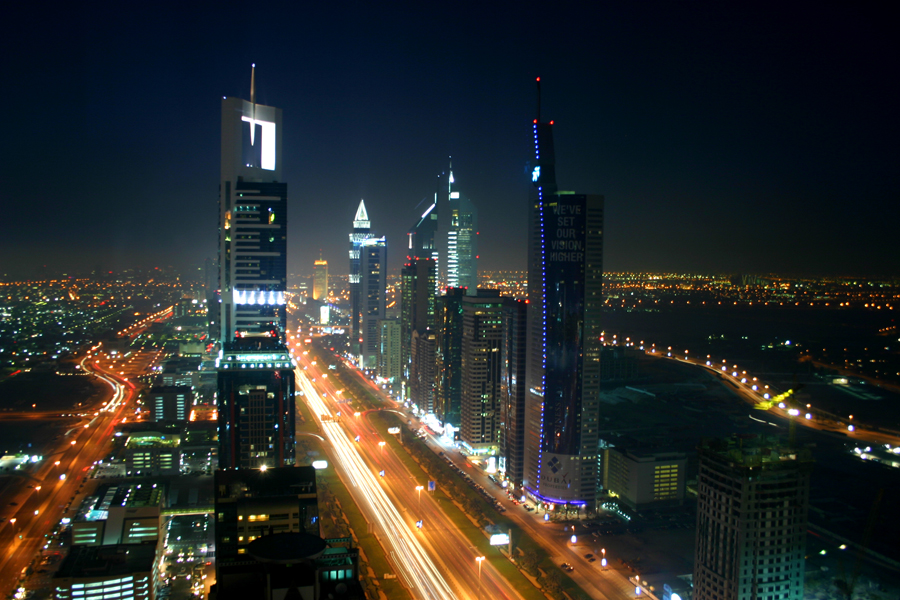
آسمان‌خراش‌های دبی در شب
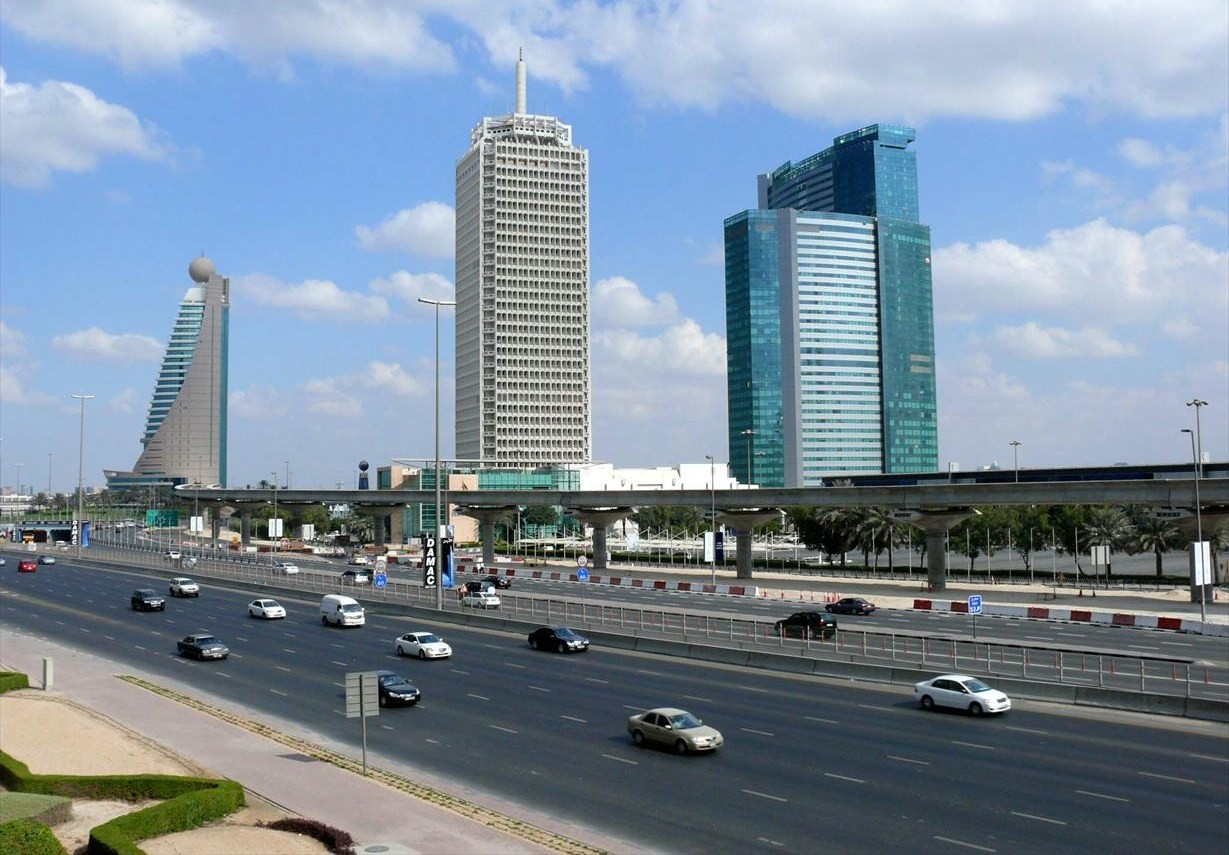
مرکز تجارت جهانی دبی در سال ۲۰۰۷
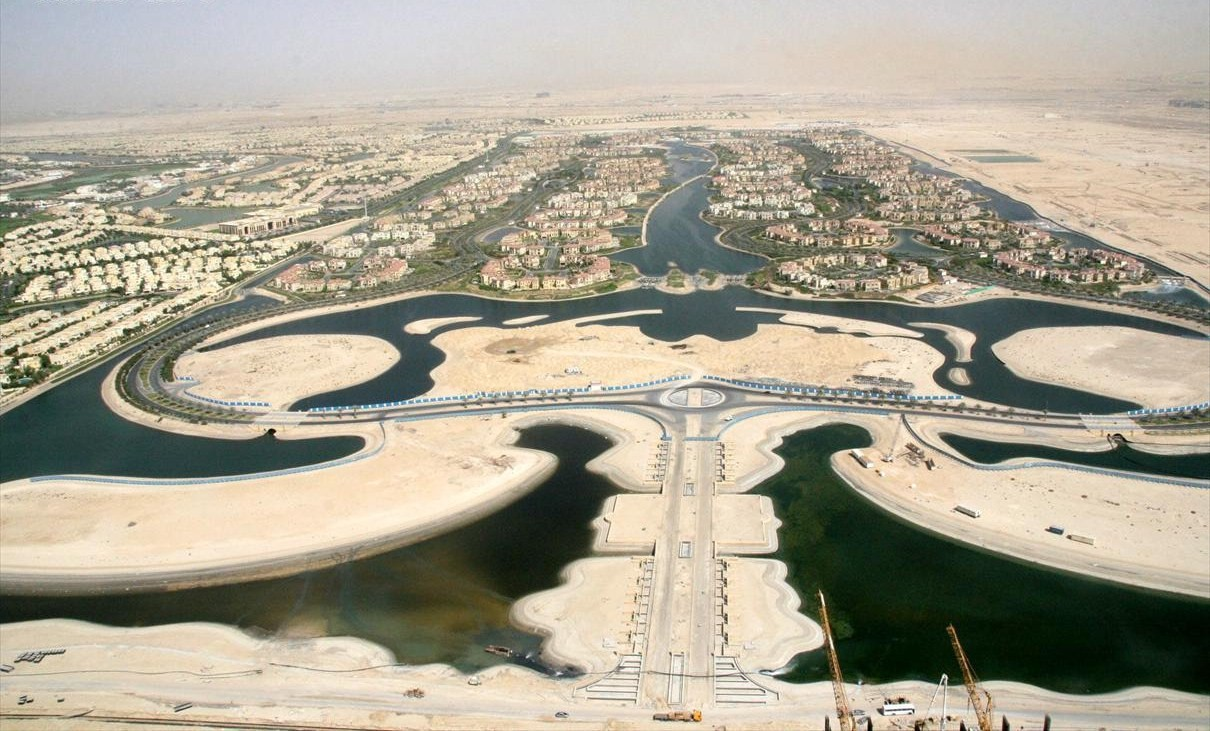
جمیرا آیلندز از بالای برج الماس
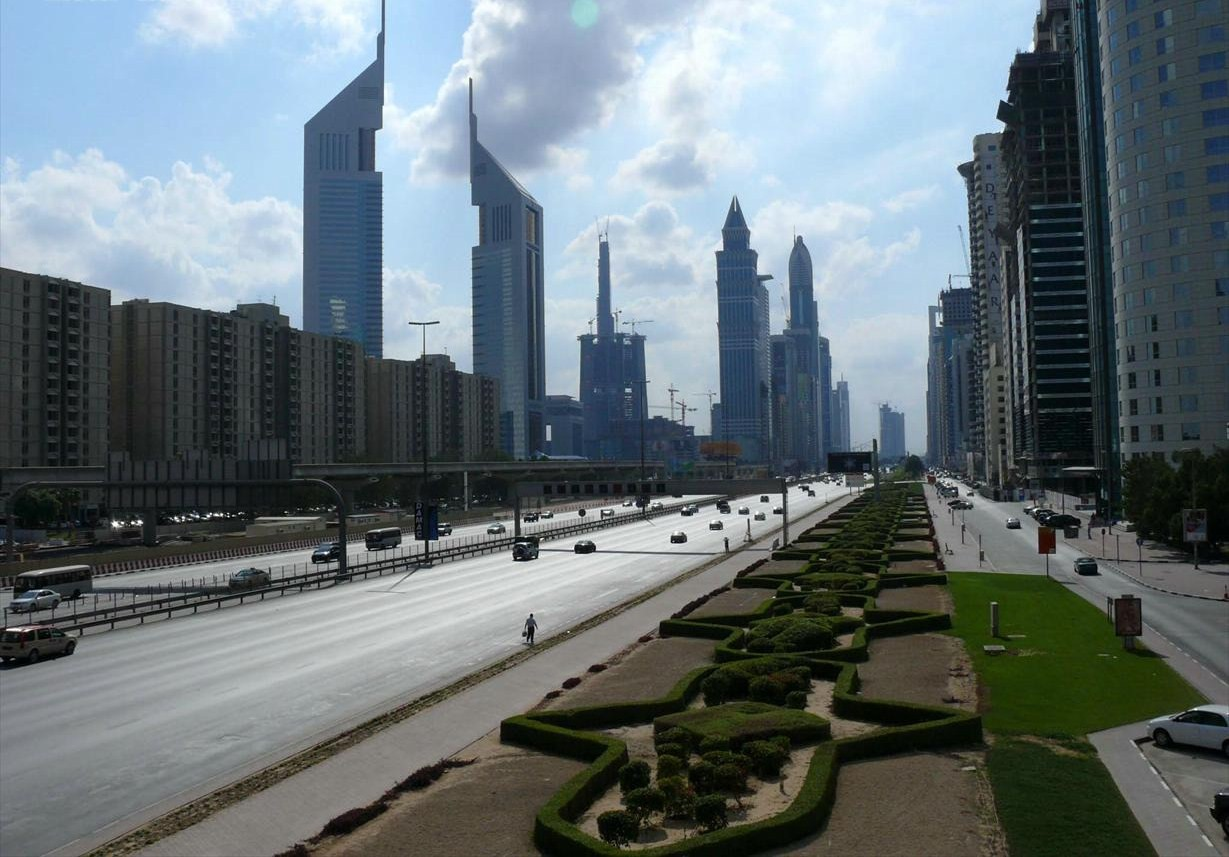
بزرگ‌راه شیخ زاید
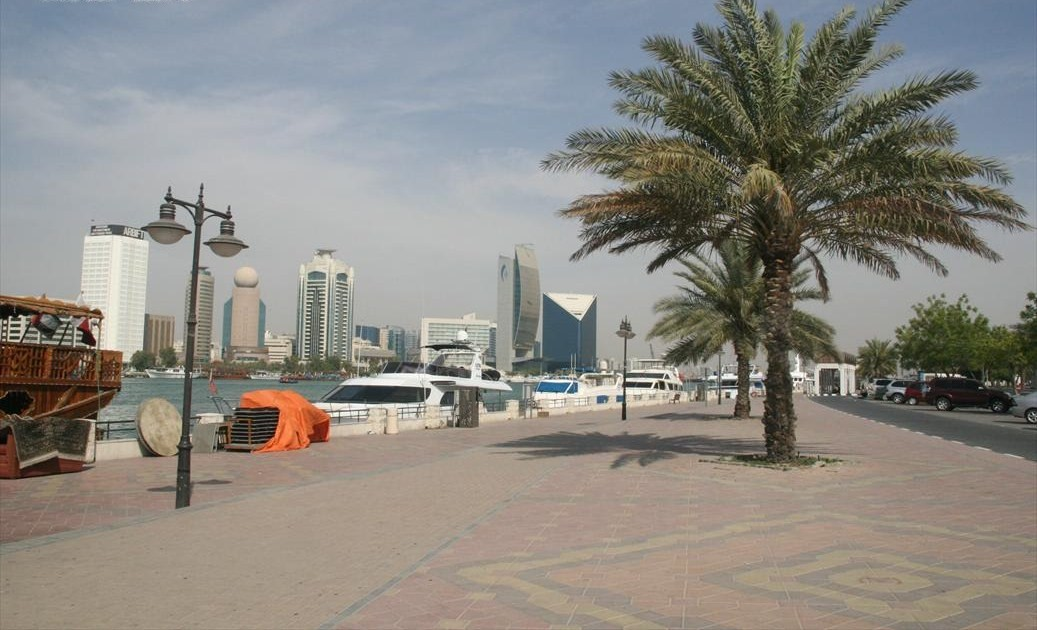
بر دبی
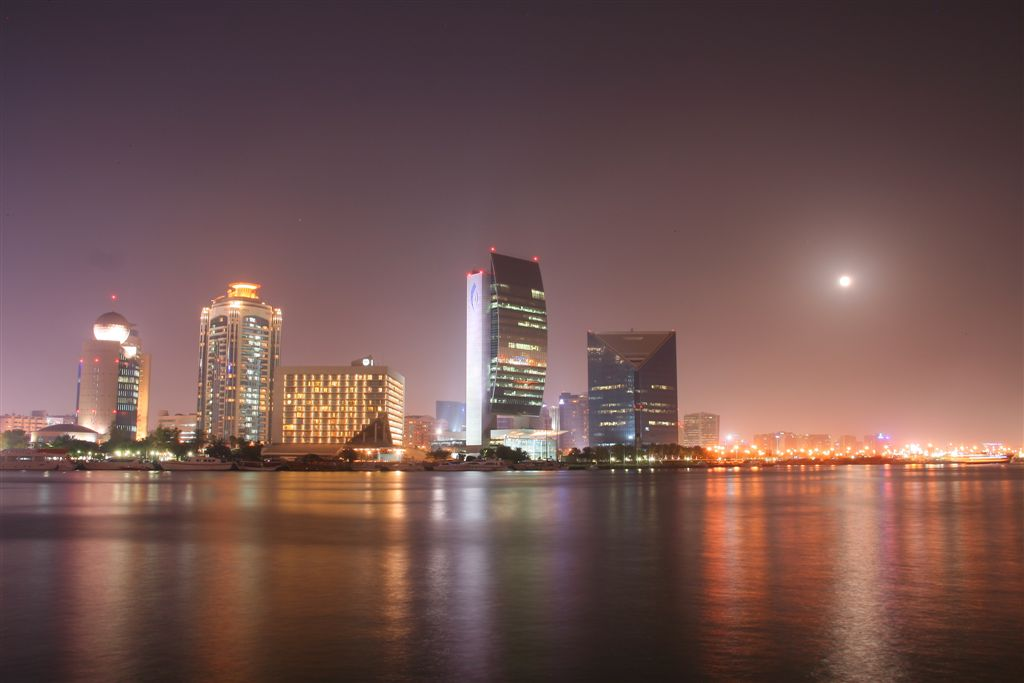
دیره در شب
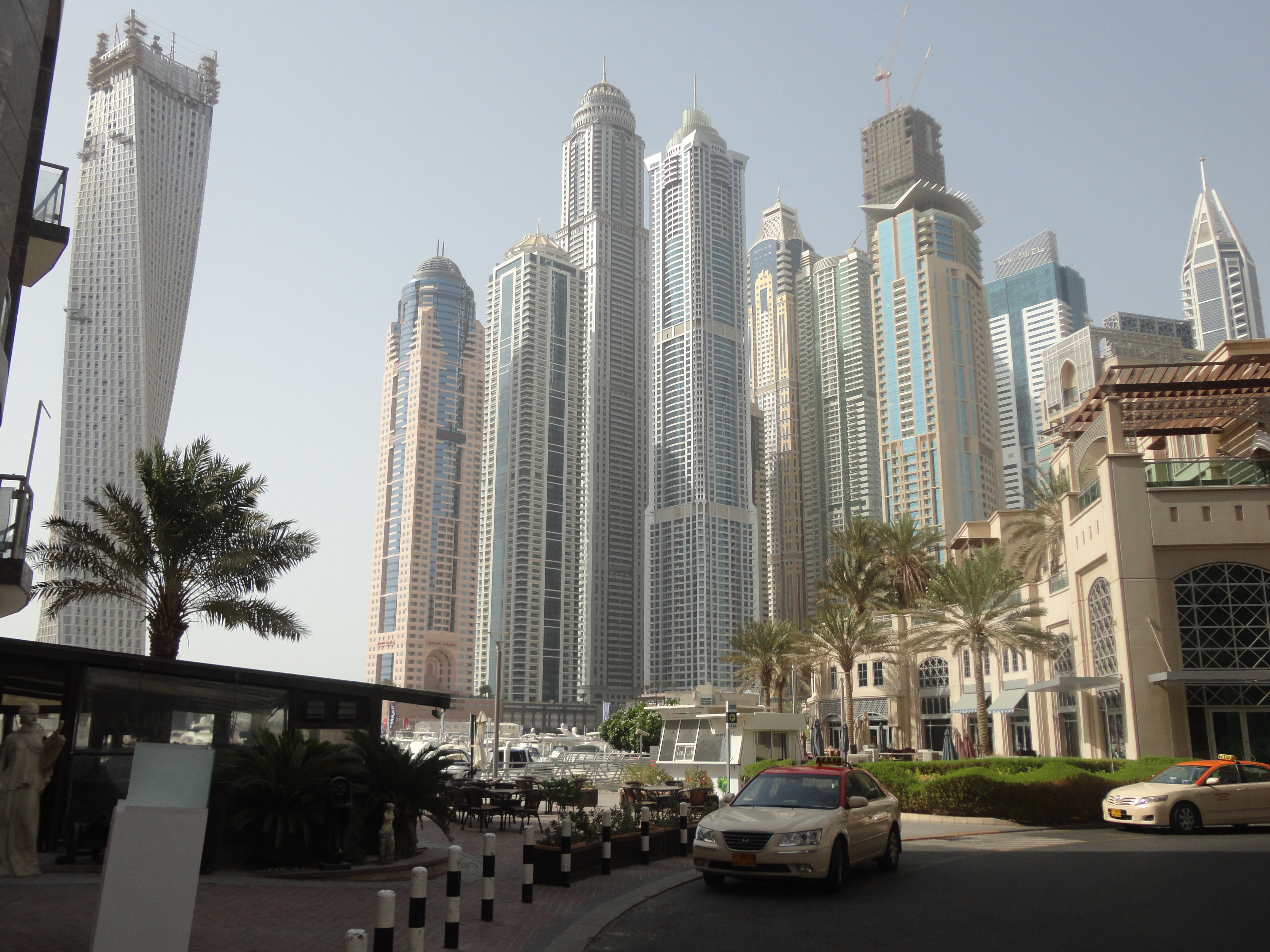
شهر اینترنت دبی
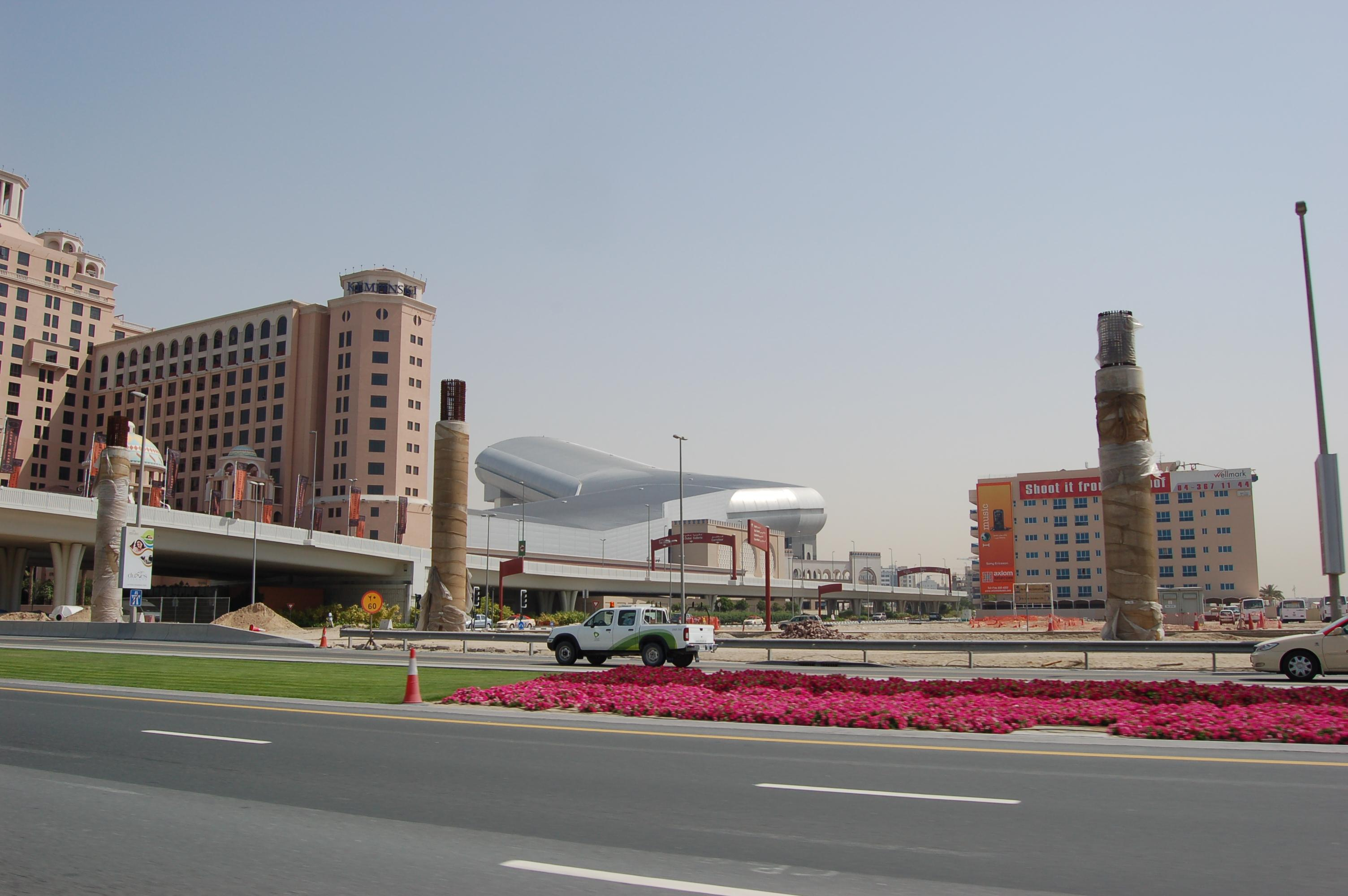
اسکی دبی
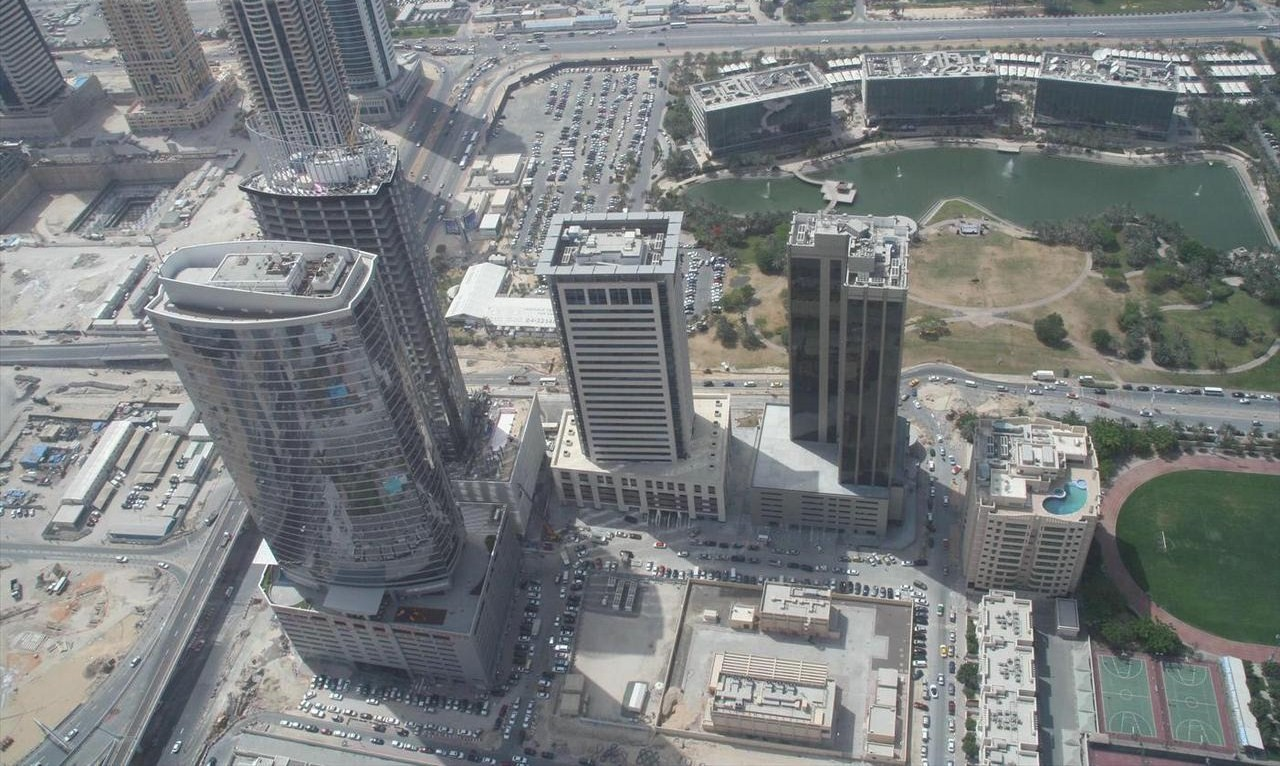
دبی مدیا سیتی در ۱ مه ۲۰۰۷
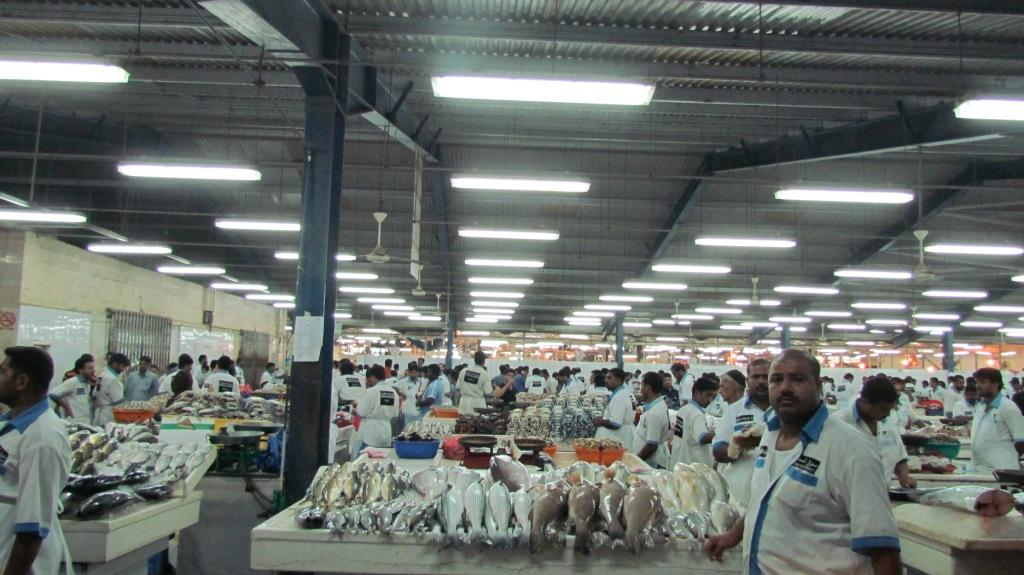
بازار ماهی دبی در ۶ اکتبر ۲۰۱۱
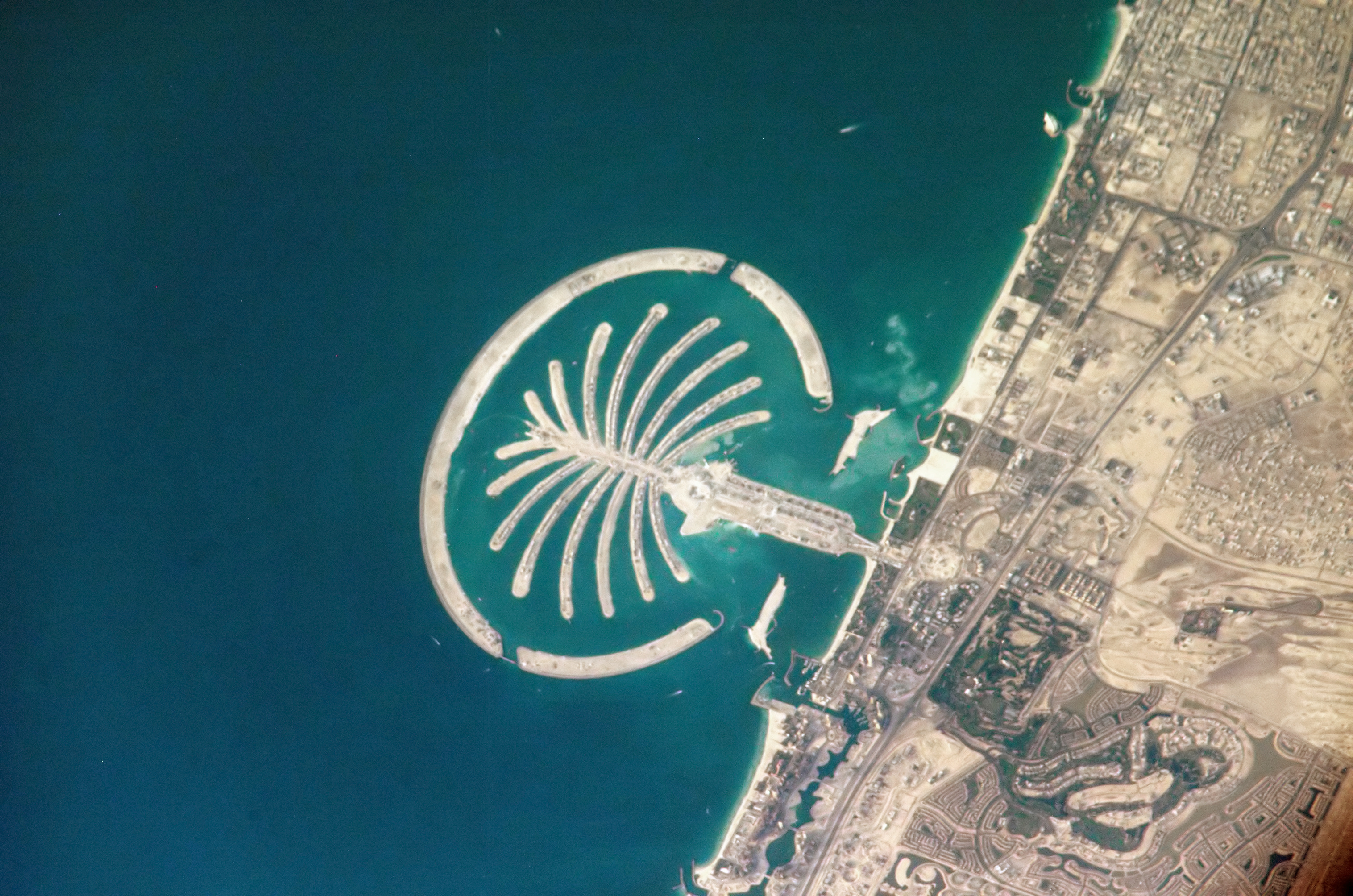
پالم ایسلند دبی
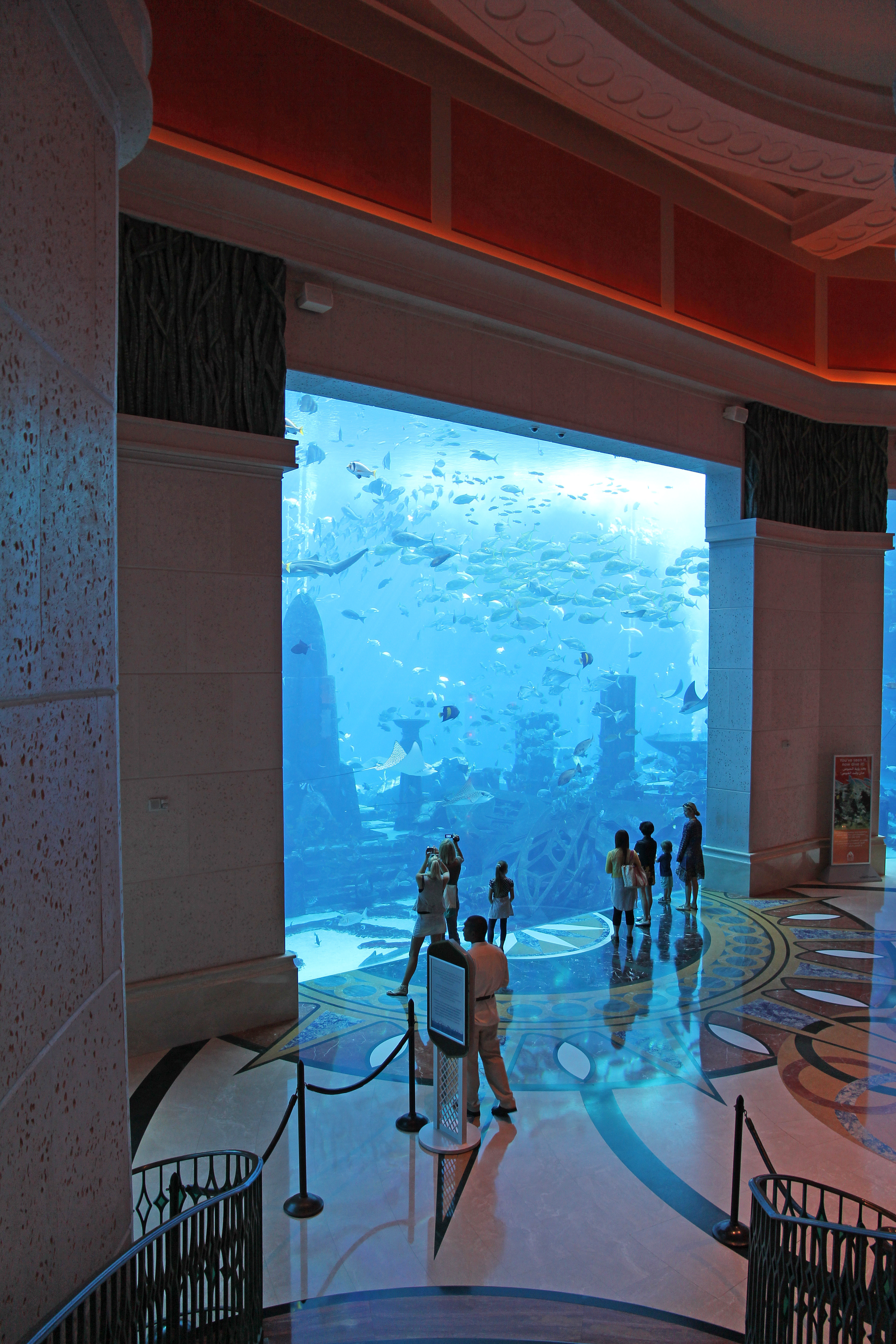
نمای آکواریوم هتل آتلانتیس
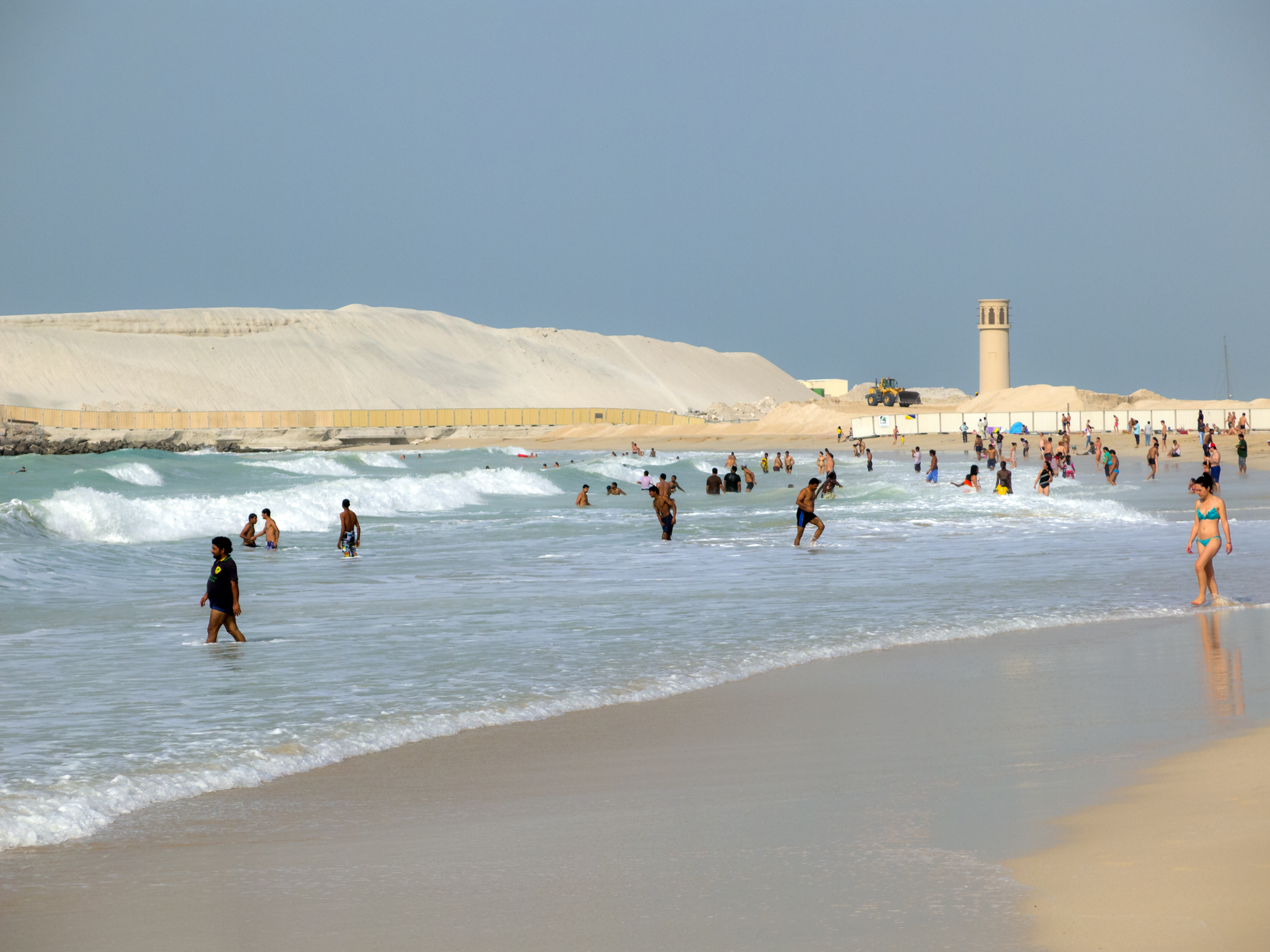
ساحل جمیرا در دبی
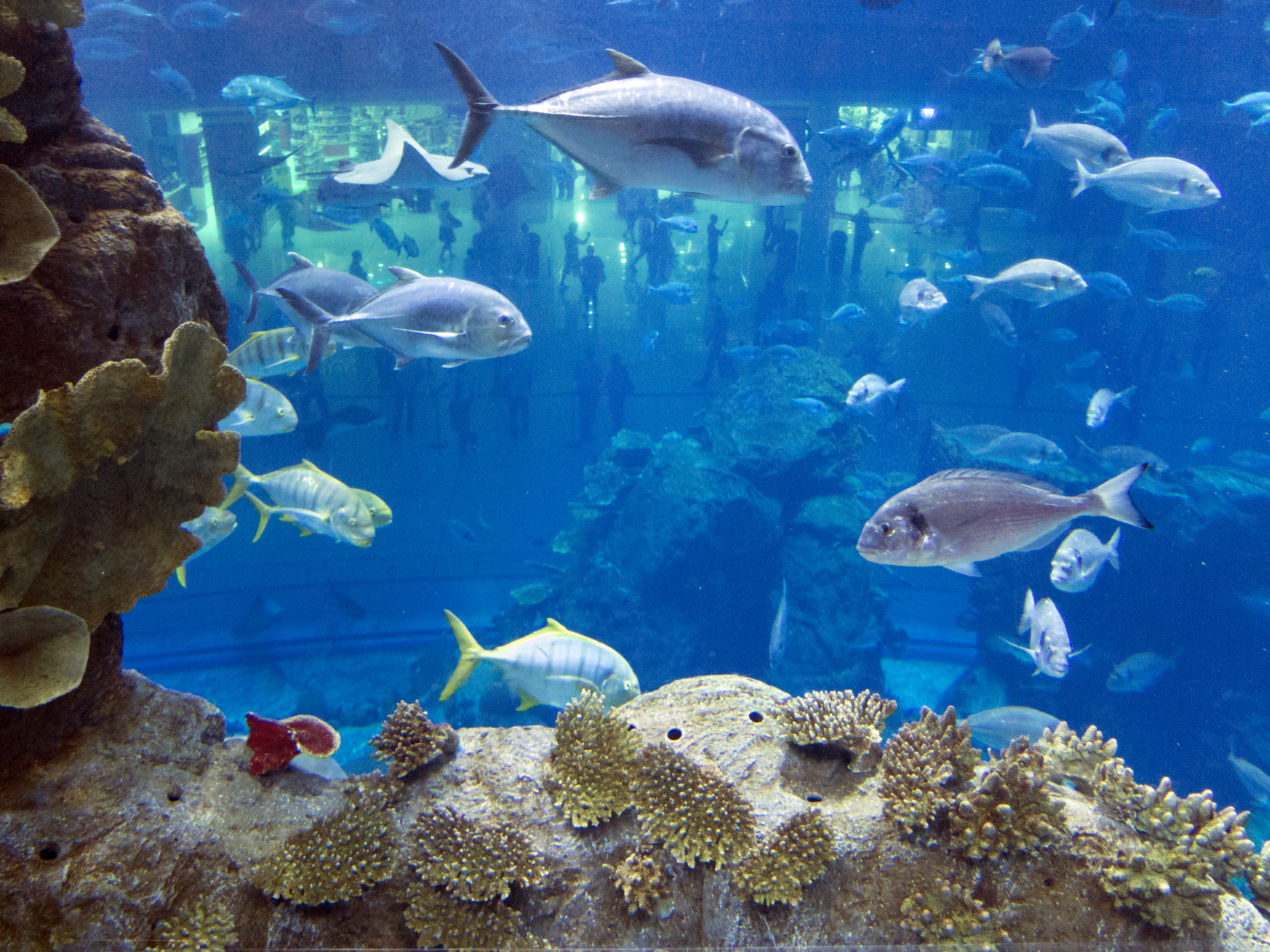
آکواریوم بزرگ فروشگاه زنجیره‌ای دبی مال کشور امارات
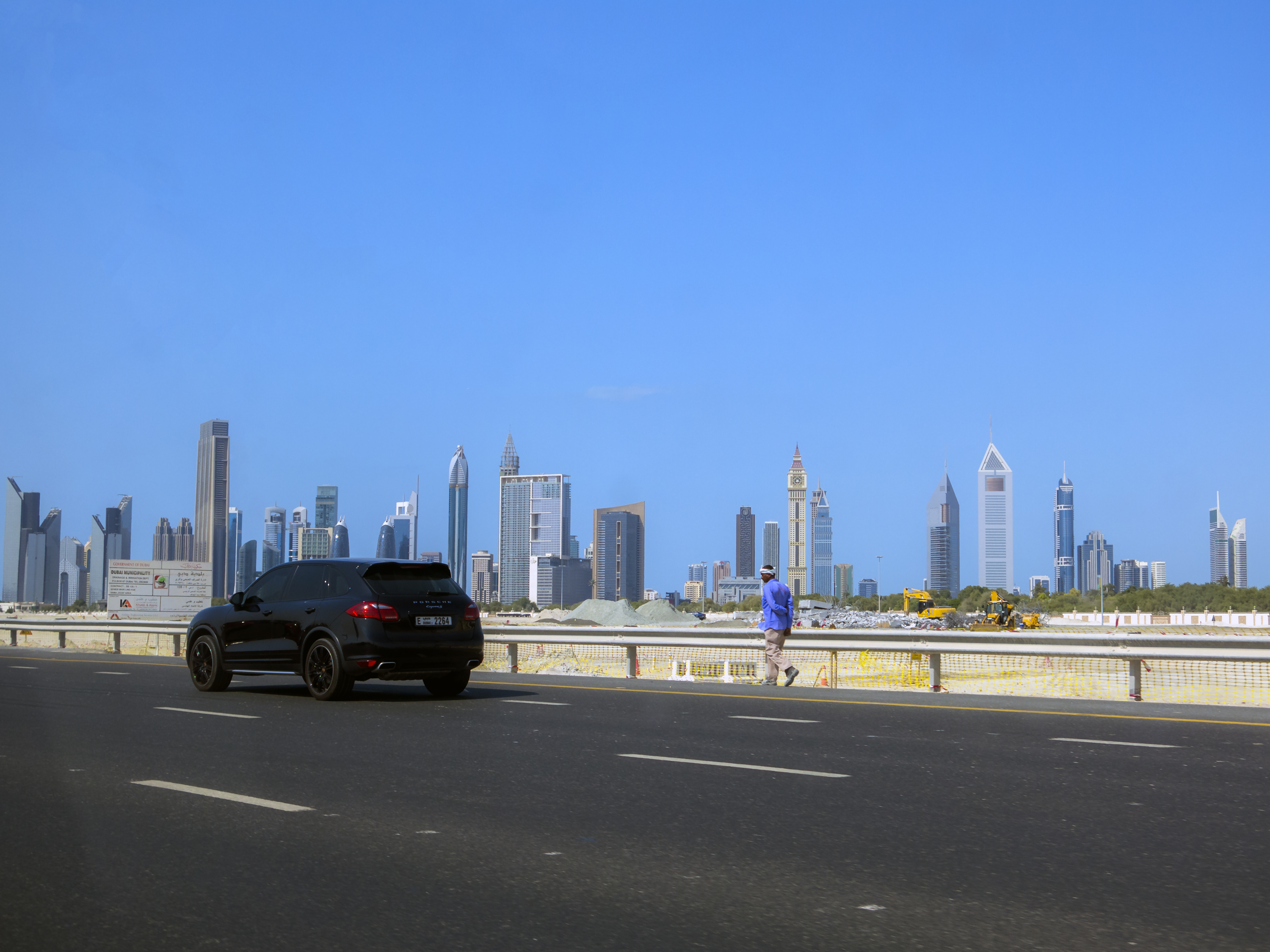
جاده از مسیر شیخ‌نشین شارجه به سمت دبی
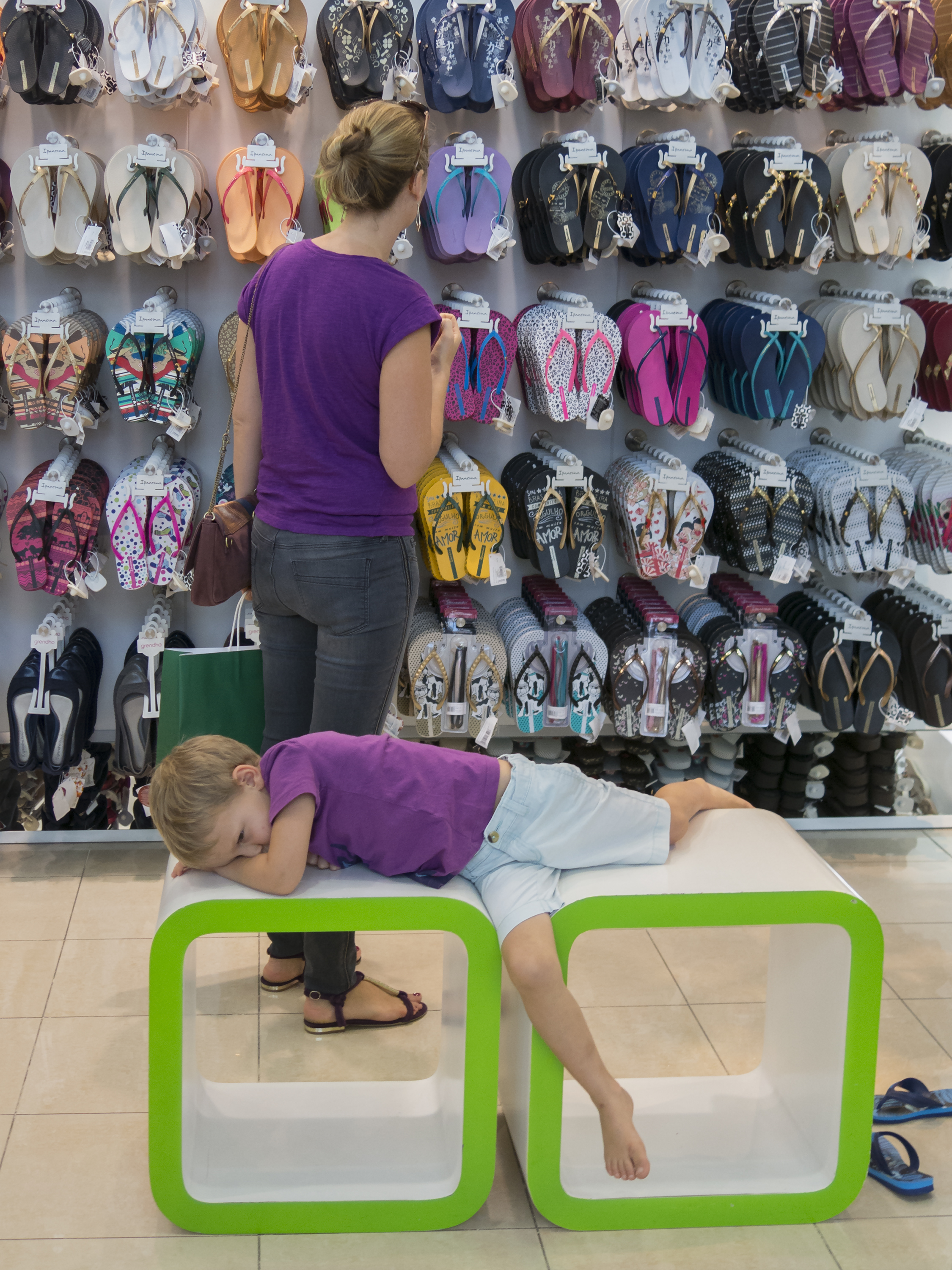
یک مادر و کودک در مرکز خرید دبی مال

## فهرست منابع
- دکتر:عبدالله، مرسی، محمد ( الامارات العربیة و جیرانها ) دارالقلم: کویت، چاپ اول، انتشار سال ۱۹۸۱ میلادی. به (عربی)
- الشیخ، عارف،  اسماء من الخلیج،  چاپ اول، چاپخانه البیان، دبی: تاریخ انتشار ۱۹۸۲ میلادی.
- دکتر: المجد، کمال، احمد، (دولة الامارات العربیة المتحدة، دراسة مسحیة شاملة) . ، شرکه المصریة للطباعة والنشر: قاهره، چاپ اول، انتشار سال ۱۹۷۸ میلادی.
- دکتر: فاطمه، الصایغ، (الامارات العربیة المتحدة من قبیلة الی الدولة) . انتشار مرکز الخلیج للکتب ۱۹۹۷ میلادی.
- محمدیان، کوخردی، محمد، “ (الإمارات عبر التاریخ) “، ج۱. سال انتشار ۲۰۰۸ میلادی به (عربی).
- دکتر:ادوارد، هندرسون، “ (ذکریات عن دولة الإمارات و سلطنة عمان) “، چاپ موتیف آیت للنشر، مطبعة راشد، عجمان ۱۹۸۸ میلادی.
- ثیسجر، ویلفرد. ملقب به مبارک بن لندن، (الرمال العربیة) ، منشورات موتیف آیت للنشر چاپ وانتشار سال ۱۹۹۱ میلادی به (عربی).